# Abbazia di Lubiąż
L'abbazia di Lubiąż (polacco Opactwo Cysterskie w Lubiążu; tedesco Kloster Leubus; latino Luba o Abbatia Lubensis) è un'ex abbazia cistercense nei pressi dell'omonimo villaggio di Lubiąż (Leubus), circa 54 km a nord-ovest di Breslavia nel voivodato polacco della Bassa Slesia. L'abbazia è considerata uno dei più grandi edifici al mondo di questo tipo: la sua facciata principale, lunga 223 m, è più lunga di quella dell'Escorial (207 m).
La più antica abbazia cistercense della Slesia fu fondata dal duca slesiano Boleslao I l'Alto, che nel 1175 fece redigere l'atto di fondazione dell'abbazia. Ma già nel 1163 erano giunti a Leubus i monaci cistercensi dell'abbazia di Santa Maria a Pforta, che fondarono il nuovo monastero sulla riva destra dell'Oder. Leubus si sviluppò nel più importante monastero della Slesia ed ebbe una parte determinante nella colonizzazione e nella costruzione del paese.

## Storia

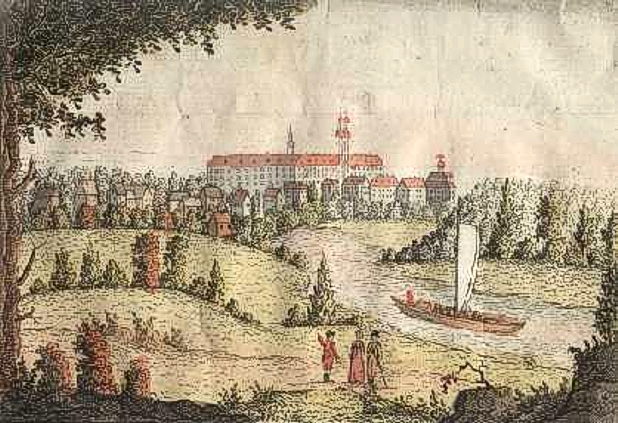
L'Oder e l'abbazia di Lubiąż da nord (prima metà del XIX secolo)

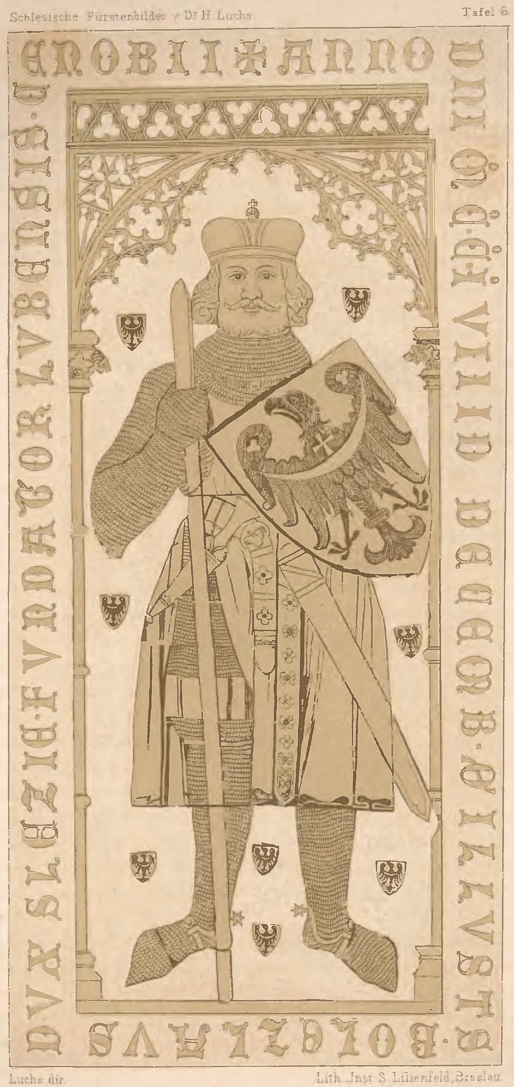
Ricostruzione della lastra tombale di Boleslao l'Alto nella chiesa del monastero

Sulla zona dell'attuale abbazia, a metà del corso dell'Oder, era costruito già prima un attraversamento fluviale, accanto al quale nel primo Medioevo deve essersi trovato un insediamento fortificato con luoghi di culto pagani. Questa struttura fu distrutta probabilmente nel 1109. Parimenti non sicure sono le notizie secondo le quali già prima del 1150 deve essere esistito a Lubiąż un monastero benedettino insieme a una chiesa. Questa descrizione si trova soprattutto in pubblicazioni più antiche e oggi è sostenuta raramente. In ogni caso la regione intorno all'abbazia di Lubiąż nel XII secolo era ancora punteggiata di grandi aree boscose. Solo sporadicamente si trovavano insediamenti, che erano abitati quasi esclusivamente da Polacchi. Fu solo verso la fine del XII secolo che cominciò lentamente un afflusso di coloni tedeschi.
In questo periodo cade la fondazione del monastero. La Polonia, che faceva parte della Slesia, dopo l'introduzione del principio dell'agnazione nel 1138 era divisa in singoli ducati e Boleslao I il Lungo divenne duca della Bassa Slesia. Egli era vissuto dal 1146 fino al 1163 in Sassonia, dove erano stati esiliati lui e i suoi genitori Ladislao II e Agnese di Babenberg. Essi trovarono rifugio presso suo cognato, il Re dei Romani, Corrado III. Là Boleslao venne per la prima volta in contatto con i monaci del convento cistercense di Pforta e capì quale progresso culturale e scientifico del suo paese avrebbe apportato l'insediamento di questi monaci.
Pertanto chiamò i Cistercensi dal monastero di Santa Maria a Pforta vicino ad Halle in Slesia e mise a loro disposizione un pezzo di terra sull'Oder. L'abbazia primigenia del monastero di Pforta era Morimond. I primi monaci arrivarono il 16 settembre 1163 a Leubus e cominciarono a erigere ed allestire un monastero ligneo. La sistemazione e la realizzazione del monastero tuttavia si protrassero ancora a lungo e furono complicate dai disordini politici di questo periodo, cosicché presumibilmente fu solo nel 1174 che fu costituito il primo convento con dodici monaci, che prese le ulteriori decisioni concernenti il monastero. Il primo abate di Leubus fu un certo Florentin. Nel 1175 questi ottenne da Boleslao anche la concessione dell'atto di fondazione, che era stato redatto nel castello di Grodziec. In tal modo fu compiuta la fondazione ufficiale e il monastero fu dotato del possesso della terra e di numerosi privilegi, come il diritto della decima per la zona di Liegnitz.
Nei decenni successivi i monaci coltivarono e sistemarono la terra e diedero inizio al flusso di coloni tedeschi in Slesia nel corso della colonizzazione verso est. Per la terra questo comportò una modernizzazione del sistema economico e un ampliamento delle superfici agricole utili. Fu introdotta la rotazione triennale delle colture, furono bonificate le zone paludose e impiantati i vigneti. L'abbazia prosperò, così che intorno al 1200 fu eretta la prima chiesa in pietra del monastero, la cui prima menzione documentata avviene nel 1209. Fu il primo edificio di mattoni della Polonia; da ciò si può desumere il progresso tecnico raggiunto dal monastero. Un anno dopo, l'8 dicembre 1201, Boleslao morì e secondo il suo desiderio fu inumato nel monastero. Fu seppellito davanti all'altare maggiore della chiesa conventuale. Gli succedette il figlio Enrico I il Barbuto, che continuò la politica di suo padre. Egli era sposato con Edvige di Andechs, e il monastero mantenne sempre buoni contatti con la corte ducale, tanto più che l'abate Günter II era il confessore di Edvige. Il periodo di governo di Enrico non portò solo un notevole ingrandimento della potenza della Slesia, tra l'altro attraverso l'acquisto del ducato di Cracovia nel 1232, ciò che fece di lui il duca anziano di Polonia, ma diede anche avvio a un periodo di fioritura del monastero. Nel 1202 il monastero possedeva già 27 villaggi e città, che in parte aveva eretto esso stesso e in parte gli erano toccati come donazioni.

### Fondazione delle abbazie figlie

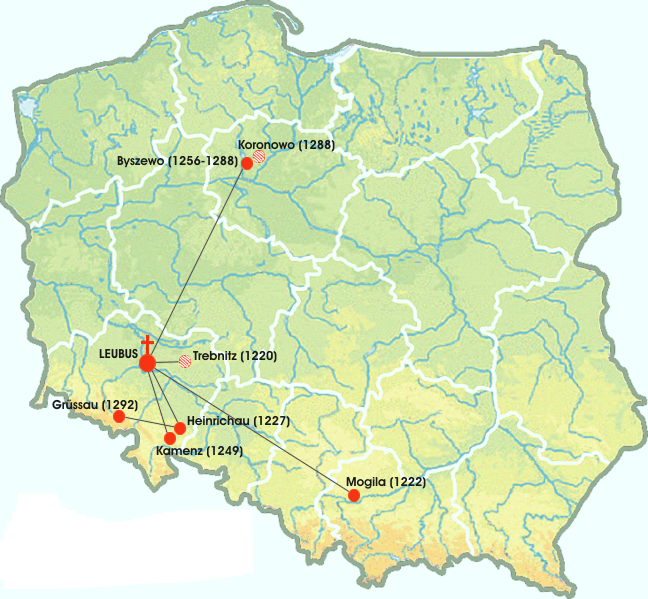
Le fondazioni delle filiali dell'abbazia, raffigurate su una carta attuale della Polonia

Il XIII secolo comportò anche un'espansione dei Cistercensi a partire da Leubus, che si manifestò attraverso l'assorbimento e la nuova fondazione di monasteri in diverse parti della Polonia. Nel 1220 papa Onorio III affidò l'abbazia cistercense di Trebnica, che era stata fondata da Edvige, al controllo dell'abbazia di Leubus. Poco dopo il vescovo di Cracovia Iwo Odrowąż nel 1222 destinò alcuni cistercensi di Lubiąż nella Piccola Polonia, donò loro il borgo di Mogiła e fondò la locale chiesa conventuale come nucleo primario per una nuova abbazia. Mogiła – secondo il mito della fondazione tomba di Wanda, la figlia del leggendario fondatore della città di Cracovia, Krak, e da allora denominata Clara Tumba (= chiara tomba) – divenne la prima abbazia figlia di Lubiąż. Tuttavia anche i duchi slesiani Enrico I il Barbuto e in seguito suo figlio Enrico II il Pio con il tempo furono spinti dal vescovo di Breslavia a impiegare l'abbazia, economicamente e culturalmente prospera, per l'ulteriore sviluppo del paese. Così i Piast istituirono nel 1227 l'abbazia di Henrichau, che prendeva nome dal signore del paese, nell'omonima località (oggi Henryków) come seconda abbazia figlia di Leubus e secondo monastero cistercense in Slesia. Da Heinrichau poi i Cistercensi nel 1292 assorbirono l'abbazia di Grüssau, una località (oggi nota come Krzeszów) anch'essa in Slesia, che originariamente era stata occupata con i Benedettini del monastero di Opatovice.
Nel 1241 l'Orda d'Oro penetrò in Slesia e devastò durante la sua campagna ampie parti del paese. Tuttavia l'abbazia di Lubiąż e gli interi possedimenti in villaggi e beni furono risparmiati, per cui Leubus ebbe un grande ruolo nella ricostruzione del paese. Una situazione problematica per l'abbazia, che portò con sé anche una stagnazione economica, cominciò solo con la morte del duca Enrico II il Pio il 9 aprile 1241 nella guerra contro i Mongoli nella battaglia di Wahlstatt nei pressi di Liegnitz (Legnica). Poi negli anni seguenti iniziò una disputa per la successione, in particolare tra i suoi figli Enrico III il Bianco e Boleslao II di Slesia, che portò con sé prima una divisione del paese e in seguito una frammentazione della Slesia in domini particolari sempre più piccoli. Ciononostante nel 1246 monaci da Leubus vennero a Kamenz (oggi Kamieniec Ząbkowicki) vicino a Frankenstein, per assorbire il monastero agostiniano di Kamenz fondato nel 1210. Il monastero locale dopo le dimissioni dell'abate Vinzenz von Pogarell nel 1240 aveva conosciuto una grave crisi, tuttavia i monaci giunti da Leubus furono respinti dal nuovo abate. Solo nel 1249 poterono finalmente occupare il monastero per decisione di un legato pontificio, che nel 1251 fu convalidata da papa Innocenzo IV.
La più lontana e al tempo stesso ultima fondazione di una nuova abbazia seguì nel 1256 con l'abbazia di Byszewo (lat.: Byssonia) presso Bydgoszcz, dopo che il tesoriere cuiaviano Mikołaj Zbrożek si rivolse all'abbazia di Leubus. L'abbazia figlia di Byszewo tuttavia cadde presto nell'oblio, poiché già nel 1288 fu chiusa e trasferita in quella vicina di Koronowo. È da menzionare anche che il duca Ladislao Odonic della Grande Polonia mostrò anch'egli grande interesse alle attività di espansione dei Cistercensi di Leubus. Per questo trasferì via via all'abbazia territori nella Grande Polonia. Tra l'altro, a partire dal 1225 l'abbazia fece insediare nella regione selvaggia e disabitata denominata Nakło (desertum quoddam iuxta Nakel) dei coloni (theutonicos sive alios hospites), che bonificarono quella terra disabitata e inospitale.

### Rilancio economico e culturale

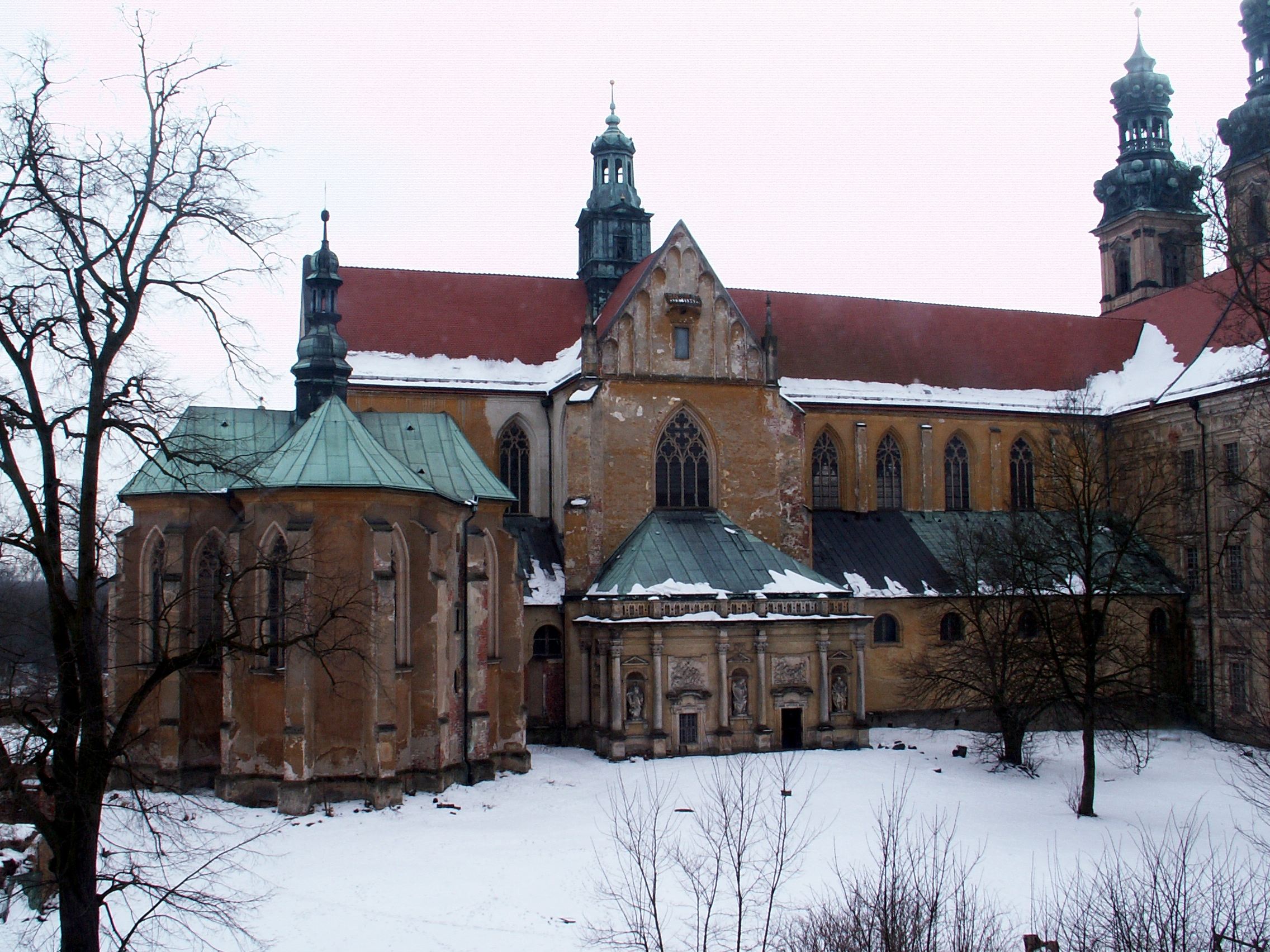
L'esterno gotico della chiesa conventuale; a sinistra la cappella principesca

Fino alla metà del XIII secolo l'abbazia di Leubus fu la fondatrice di circa 70 nuovi villaggi, che furono popolati dai coloni. Con il XIV secolo Leubus divenne un centro culturale dell'Europa centro-orientale e la scuola dell'abbazia come pure la biblioteca di Leubus contribuirono con istituzioni simili in altri monasteri cistercensi della Slesia allo sviluppo culturale del paese. Soprattutto lo scriptorium di Leubus fu un'importante istituzione, nella quale furono redatti vari manoscritti, come il Salterio di Trebnica e Glogów, gli Annali di Leubus, il Catalogo dei vescovi di Breslavia (Catalogus episcoporum Wratislaviensium) e la Cronaca dei duchi polacchi (Chronicon principum Poloniae). La forza economica dell'abbazia fu consolidata a partire dal 1322 da molteplici miniere d'oro nei dintorni di Goldberg e in generale furono promosse l'industria mineraria e i primi siti industriali, come le fucine. Quando la Polonia sotto re Casimiro III il Grande nel 1335 rinunciò alla Slesia, la città e l'abbazia di Leubus erano boeme già dal 1329 e disponevano di un'ampia base economica. L'abbazia aveva ampliato continuamente la sua proprietà terriera e possedeva in Slesia estesi terreni e circa 65 villaggi con grandi beni agricoli, ma anche ad est, presso Auschwitz, e a nord, nella Grande Polonia, il monastero aveva possedimenti.
La buona situazione finanziaria consentì di rimodernare in stile gotico i fabbricati dell'abbazia, ma anche la chiesa conventuale diventò troppo piccola per l'abbazia in espansione, cosicché nel 1307 fu posata la prima pietra per il coro della nuova basilica gotica in mattoni. Questa parte dei lavori fu completata nel 1330 e ad essa seguirono i lavori sul corpo longitudinale, che si trascinarono ancora per altri decenni. L'arcivescovo di Breslavia Nanker andò ancora a Leubus nel 1330, per consacrare il coro già completato. Così come la chiesa fu completata nell'ultimo quarto del XIV secolo, così superò sostanzialmente tutti i successivi restauri e rifacimenti. Sotto l'abate Rudolf essa subì un'ulteriore, importante opera edilizia. Il duca Boleslao III il Prodigo innalzò nel 1311 a nord del deambulatorio la cappella principesca, che fu completata nel 1329. Boleslao si fece seppellire là alla sua morte nel 1352 in una sontuosa tomba. Lo seguirono altri duchi locali.

### Decadenza e danni di guerra

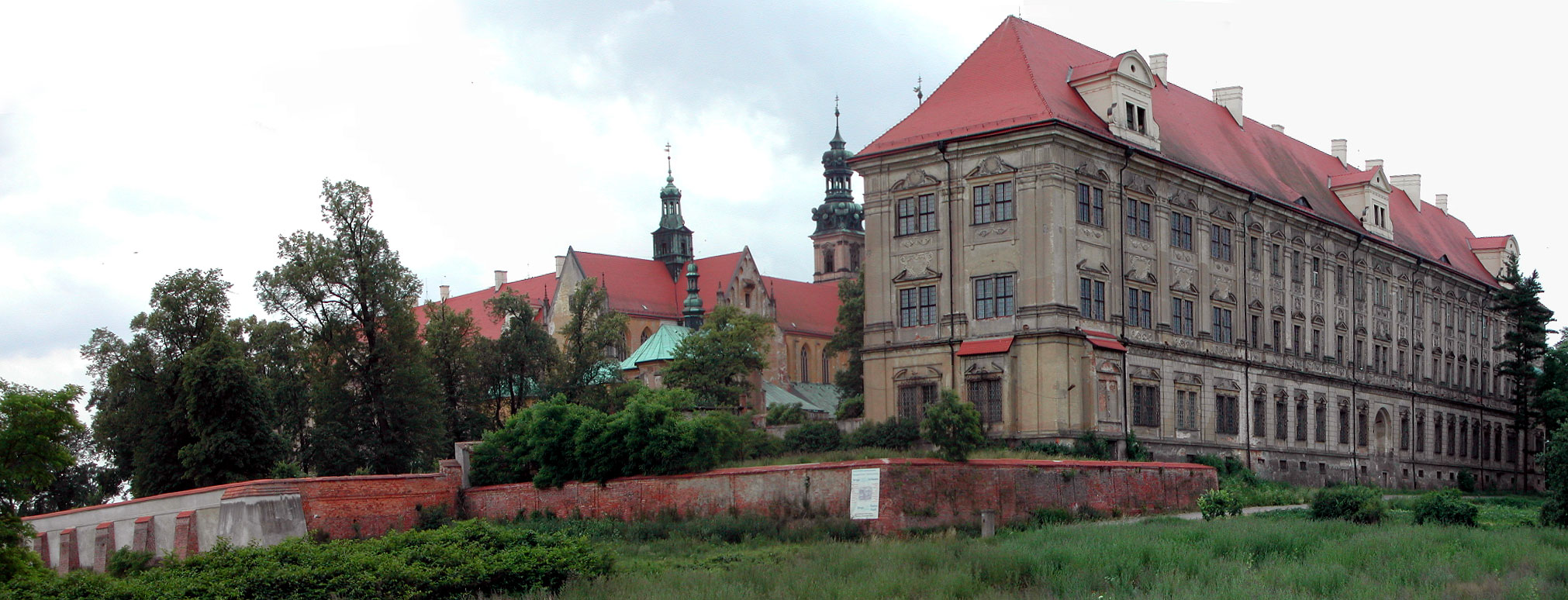
L'abbazia di Lubiąż e le mura di cinta da nord

Il periodo aureo finì bruscamente com le Guerre hussite, che a partire dal 1428 raggiunsero la regione della Slesia. Leubus fu coinvolta non solo come centro cattolico, ma soprattutto a causa della sua ricchezza. Gli Hussiti saccheggiarono e minacciarono di incendiare l'abbazia, devastarono ampie parti dei villaggi propri dell'abbazia e precipitarono Leubus in una lunga crisi economica. Il monastero non si era ancora ripreso dalle incursioni degli Hussiti e i fabbricati dell'abbazia erano stati appena restaurati, quando nel 1492 Giovanni di Sagan-Glogów nonché i figli di sua sorella Alberto, Giorgio e Carlo di Münsterberg, i futuri duchi di Oels, cacciarono i monaci cistercensi dall'abbazia, usarono quest'ultima come castello di caccia e adattarono gli spazi alle loro esigenze. I monaci di Leubus non poterono ritornare per sette anni e trovarono accoglienza a Breslavia e a Crossen. Nel 1498 Andreas Hoffmann assunse la carica di abate e rimase in questa posizione fino al 1534. Egli riuscì a riportare il monastero alla sua antica funzione e a reinsediare i monaci. Ciò fu facilitato dal fatto che Alberto, Giorgio e Carlo nel 1498 presero possesso insieme dell'eredità del Ducato di Oels e che però Leubus era ben distante da quest'ultimo. Si deve all'abate Andreas che utilizzò il suo mandato per ricostruire completamente il monastero e, memore degli ultimi, burrascosi decenni, lo fece fortificare contro i nemici con mura in pietra, terrapieni e una porta d'entrata. La chiesa dell'abbazia distrutta dal saccheggio degli Hussiti fu restaurata a partire dal 1508. La ricostruzione dell'abbazia consumò 1.000 fiorini, ma normalizzò la vita del monastero e aiutò a rilanciare l'abbazia attraverso la rinascita dell'economia conventuale.
Con la Riforma protestante del 1517 anche il XVI secolo non cominciò in maniera promettente per l'abbazia. Soprattutto i cambiamenti sociali furono per essa svantaggiosi. Questo si dimostrò con il fatto che l'abbazia registrò sempre meno nuove adesioni e che la cerchia dei monaci di Leubus nel corso del secolo divenne sensibilmente più piccola. Oltre a ciò il monastero, soprattutto con il Ducato di Legnica, si trovava circondato da potenze, che avevano accolto la riforma e che con crescente indipendenza ampliavano il proprio territorio a spese del debole monastero. L'abbazia non riuscì in questo periodo ad affermare la sua potenza e la perdita territoriale peggiorò notevolmente la situazione economica, anche se nel 1526 la Slesia era stata assegnata ai cattolici Asburgo.
Dopo quasi due secoli di decadenza sotto l'abate Rudolf di Hennersdorf si poté raggiungere un significativo miglioramento della situazione. Questo sviluppo fu avviato con la nuova costruzione del grande corpo di guardia nel 1601. Seguì una ristrutturazione della chiesa mariana dal 1608 al 1636, durante la quale fu anche dotata di nuovi arredi. Nel 1636 Arnold Freiberger, convertito al cattolicesimo, fu eletto abate di Leubus. Un duro colpo fu assestato dall'ulteriore svolgimento della Guerra dei trent'anni (1618 – 1648). Nel 1638 il monastero fu occupato per la seconda volta da truppe nemiche. Stavolta furono gli Svedesi e i Sassoni loro alleati a saccheggiare la chiesa. Perfino parti della biblioteca della chiesa e dell'archivio furono rapinate dagli occupanti e trasportate giù per l'Oder a Stettino, occupata dagli Svedesi. Nel 1679 le preziose scorte furono vittime di un incendio. I monaci dell'abbazia durante l'occupazione dovettero fuggire a Breslavia, che non era interessata dalle operazioni belliche.

### Inizio del periodo aureo dopo la Guerra dei trent'anni

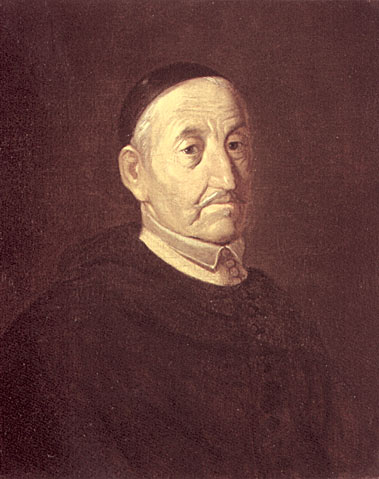
Dipinto dell'abate di Leubus Arnold Freiberger. Probabilmente dipinto nel 1672, anno della morte all'età di 83 anni, da Michael Willmann

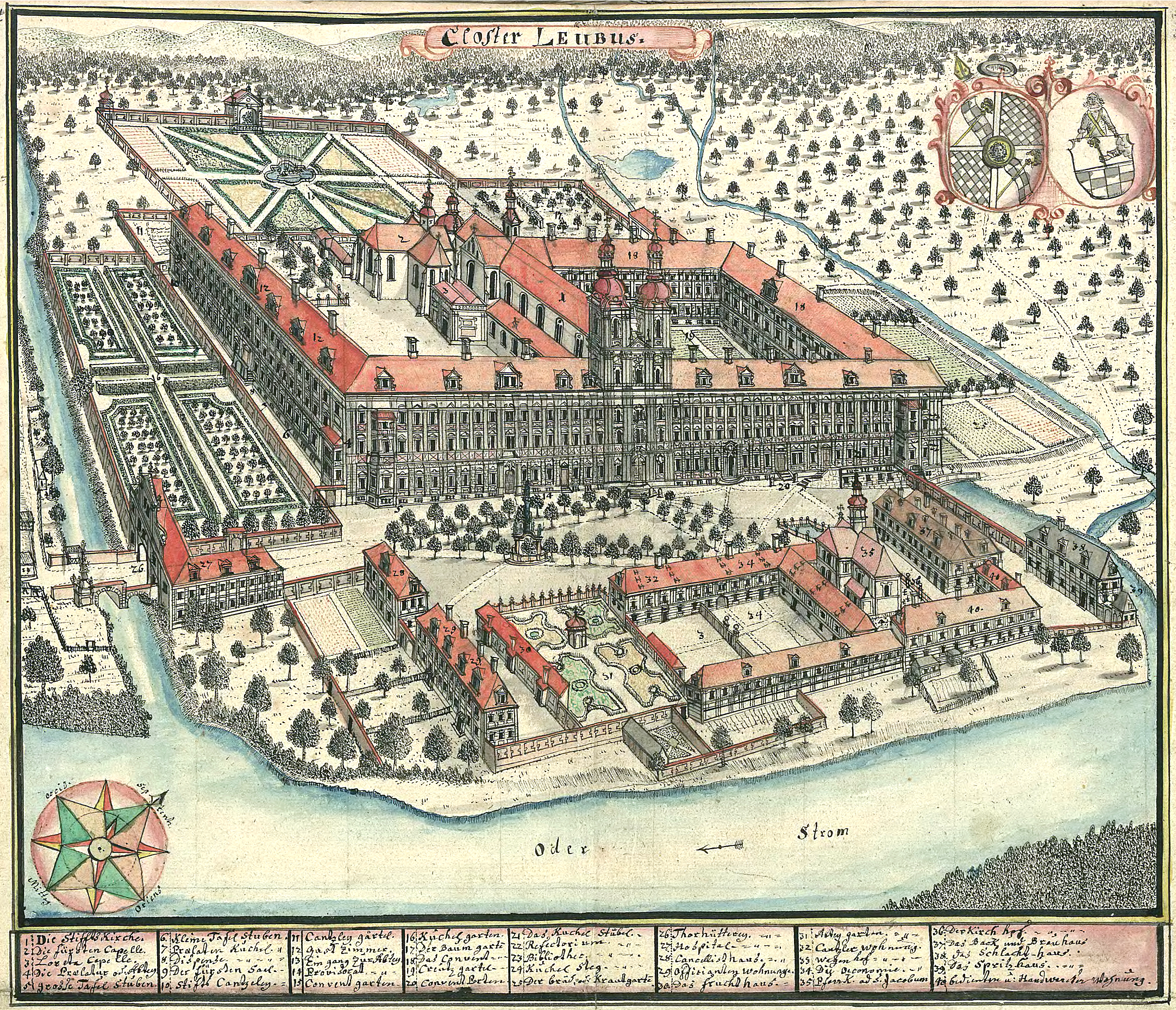
Veduta dell'abbazia di Lubiąż da nord-ovest. Raffigurazione del XVIII secolo secondo F.B. Werner

Ma dopo questa lunga e difficile guerra iniziò nella Slesia, allora austriaca, l'età della Controriforma. Nel periodo della ricostruzione dopo la Guerra dei trent'anni sorsero anche in Slesia numerosi edifici in stile barocco e in particolare le nuove chiese dovevano glorificare la fede cattolica nonché la dinastia degli Asburgo. Per l'abbazia di Leubus sotto il suo più illustre abate Arnold Freiberger cominciò un'"età aurea". I molti beni distrutti indispensabili per l'economia dell'abbazia furono ricostruiti, altri acquistati nuovamente. Con il rilancio economico poterono anzitutto essere ripagati gli enormi debiti contratti nei tempi di guerra. Naturalmente nella ricostruzione si approfittò della promozione del cattolicesimo da parte degli Asburgo, che sostennero finanziariamente anche l'abbazia di Leubus, alla quale spettò un ruolo importante nella ricattolicizzazione.
Il monastero sostenne le comunità cattoliche soprattutto attraverso le nuove costruzioni di chiese, come la chiesa di Valentino nella località di Leubus. Ma i ducati circostanti con la loro popolazione diventata protestante, malgrado alcuni successi parziali, non poterono essere interamente riconquistati al cattolicesimo. Tali sforzi fallirono non solo a causa degli abitanti, ma soprattutto a causa delle tendenze contrarie dei proprietari terrieri.
Non solo l'economia, ma anche i fabbricati dell'abbazia dopo la guerra erano in uno stato pietoso, così all'epoca Freiberger aveva trovato l'abbazia „ganz wüst und öde, wie auch höchst bawefällig befunden“ ("completamente abbandonata e desolata") e anche il funzionario di Leubus, che compose una cronaca dell'abbazia, constatò, „daß Gestifft sich der Zeit in solchem flore undt Zustande befindet, alß sichs niemahln befunden hatt“ ("che l'istituzione dunque si trova al momento in un tale stato, come mai si è trovata prima"). Dal 1649 al 1670 si svolsero lavori di restauro e di ristrutturazione, che furono effettuati per la prima volta nello stile del Barocco. Anche se Leubus era un'abbazia cistercense, che secondo le regole dell'ordine doveva disporre di uno stile frugale, si mostrava così molto aperta alla nuova, sontuosa tendenza artistica dei paesi austriaci e la buona situazione finanziaria consentiva all'abbazia una corrispondente, generosa attività edilizia. Per prima cosa furono intrapresi i lavori alla chiesa, quindi fu realizzata la costruzione della nuova scuola e delle nuove celle del convento. Oltre a ciò fu allestito un parco all'esterno dell'abbazia, che fu completato con pozzi che si rifornivano di acqua attraverso condutture appositamente costruite a tale scopo nel 1649. Nel 1670 l'abate Freiberger donò una statua dorata di Maria, che fu esposta davanti all'edificio dell'abbazia e una più piccola, che trovò il suo posto nella piccola città di Leubus. Entrambe probabilmente erano state realizzate dallo scultore di Legnica Matthias Knothe.
Sostenuta dalla situazione generale austriaca, l'abbazia raggiunse nuovamente una grande rilevanza culturale. Espressione di questo sviluppo fu l'anno 1660. All'epoca Arnold Freiberger aveva reclutato il pittore Michael Willmann a lavorare per l'abbazia. Prima Willmann aveva operato tra l'altro presso la corte prussiana a Berlino e a Königsberg, ciononostante nel 1666 aprì il suo studio a Leubus, dove poté eseguire lucrative commesse, anche delle restanti abbazie cistercensi slesiane. Nei 40 anni che trascorse a Leubus, l'abbazia, anche grazie ai suoi capaci collaboratori di studio, fu al centro della pittura barocca slesiana. Dopo la sua morte nel 1706, anche se non era un monaco del convento e contro le regole dell'ordine, fu sepolto nella cripta conventuale. In tal modo si riconobbero i grandi meriti, che aveva acquisito presso l'abbazia.

### Costruzione del complesso barocco

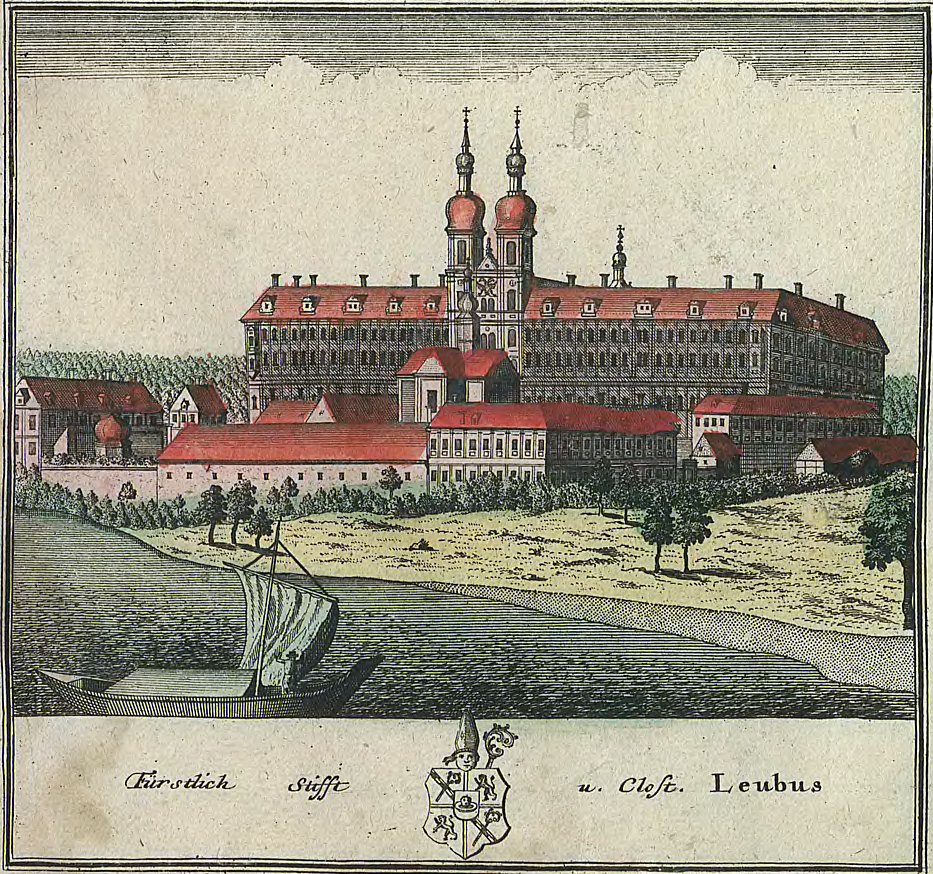
La facciata principale del convento vista dall'Oder; un'incisione di Friedrich Bernhard Werner, circa 1750

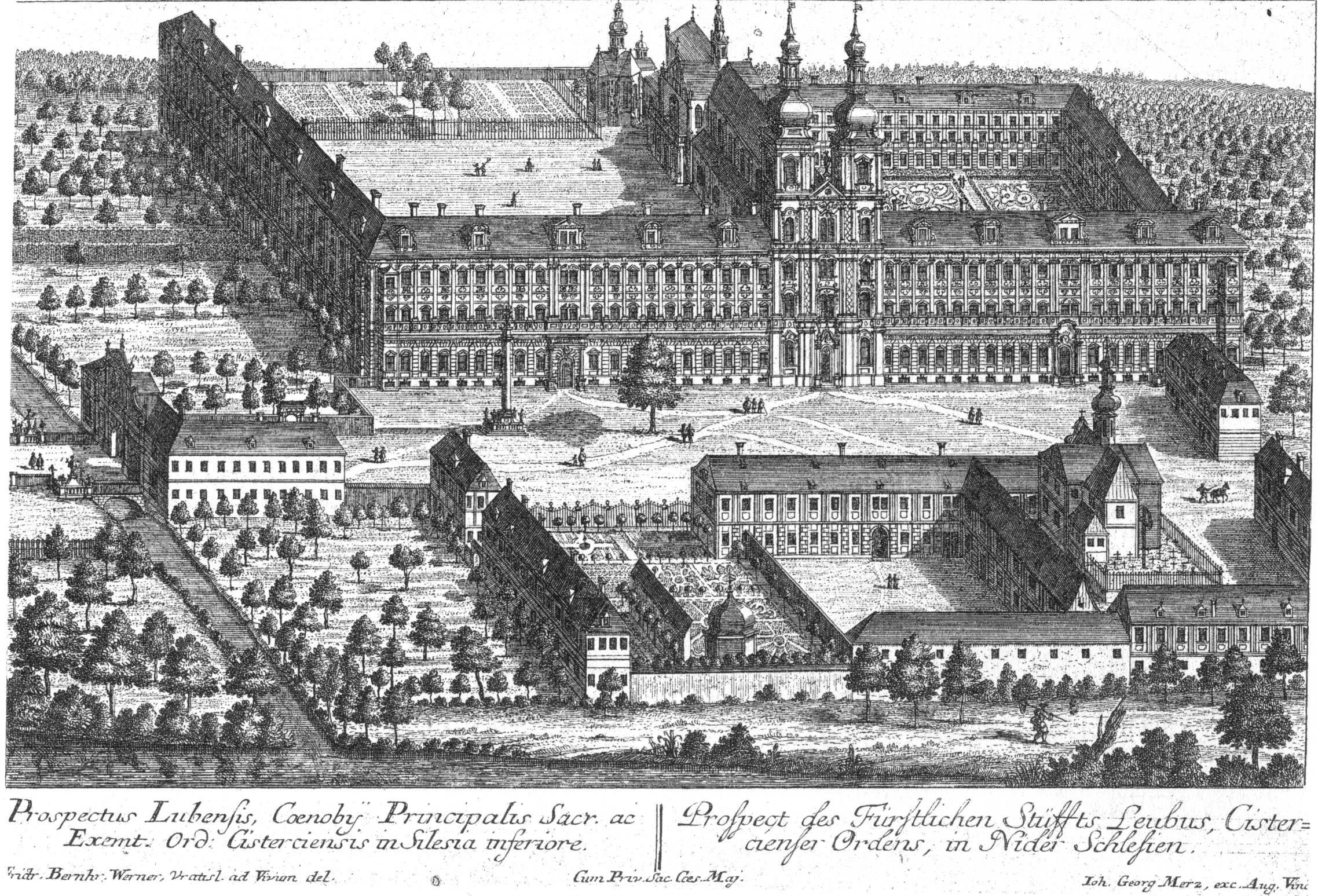
Un'incisione contemporanea di F. B. Werner, circa 1750

Nel 1672 con Johann Reich fu nuovamente scelto come abate di Leubus un borghese molto capace. Vale qui la pena di osservare che ai tempi di una società assolutistica divisa in classi proprio i conventi offrivano agli uomini della borghesia possibilità di ascesa. Nell'abbazia di Leubus i monaci erano non solo in prevalenza slesiani, ma erano quasi esclusivamente di estrazione borghese. L'abate Reich nel suo mandato fino al 1691 proseguì l'opera del suo predecessore e la buona situazione finanziaria del monastero gli permise di trasformare architettonicamente l'abbazia. Così negli anni 70 del XVII secolo furono realizzati i piani che dovevano fare di Leubus un complesso barocco di livello europeo. Il suo primo provvedimento edilizio, la ristrutturazione della cappella principesca, era stato cominciato già nel 1670 sotto il suo predecessore Freiberger e fu completato dieci anni dopo. Perciò nel 1672 si cominciò a trasformare la chiesa conventuale dell'Ascensione di Maria, che fu completata nel 1681. Il 15 ottobre fu posata la prima pietra per il nuovo fabbricato dell'abbazia vicino alla futura ala est della prelatura, che si trova a nord della chiesa conventuale. Prima erano stati demoliti gli edifici conventuali, per lo più gotici. Entrambe le ali del palazzo furono ultimate nel 1699, tuttavia a causa della mancanza di denaro per il momento lo si lasciò in questa fase dei lavori.
Nel 1691 Dominik Krausenberger era diventato abate; nel suo unico anno di mandato fece dipingere a Willmann le cupole del deambulatorio (1690–1692) nonché erigere un monumento per otto vescovi di Breslavia, che già prima erano stati sepolti nella chiesa del convento. Sotto il nuovo abate fu posta la prima pietra per le prime parti dell'edificio conventuale, la biblioteca e il refettorio del convento. L'edificio conventuale formava un quadrilatero con cortile interno, si collegava a sud con la chiesa e fu ultimato nel 1715. Già nel 1696 con Ludwig Bauch seguì il successivo abate, che guidò le sorti dell'abbazia fino al 1729. Dal 1726 al 1728 fece costruire a Legnica il palazzo barocco dell'abate di Leubus e pose con questa residenza cittadina, alla quale fu apposto il suo stemma, il segno del nuovo periodo aureo del convento di Leubus. Ma anche nella stessa abbazia fece erigere una notevole costruzione barocca con la nuova facciata con doppio campanile della chiesa conventuale. Oltre a ciò nel 1727 fu allestito un altro Calvario su una collina nelle vicinanze della cittadina di Leubus. Sotto l'abate Nitsche fu completato il fabbricato conventuale, e fino ad oggi l'esterno si presenta in questa forma. Il suo successore Constantin Beyer fu il committente del costoso arredamento del refettorio estivo, della biblioteca conventuale e della sala principesca, che rappresentano capolavori del Barocco.

### Periodo prussiano e secolarizzazione

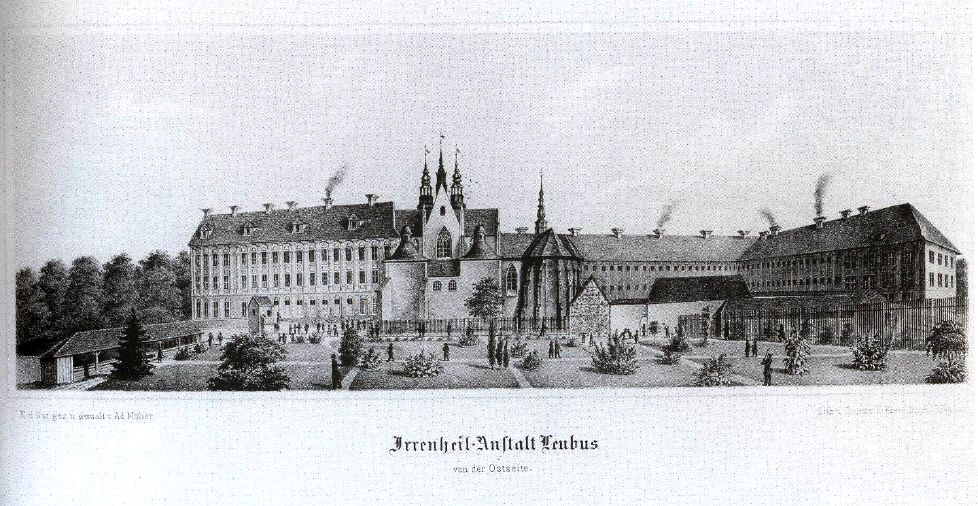
"Manicomio di Leubus dal lato est", 1870

Mentre l'abbazia approfittò dei proprietari terrieri asburgici e della Controriforma da loro guidata, la situazione cambiò con il 1742 e il grande periodo aureo dell'abbazia finì. Dopo la Prima guerra di Slesia la Prussia vittoriosa nella pace di Berlino ottenne definitivamente quasi l'intera Slesia e in tal modo anche il monastero d Leubus. Anche se il carattere fondamentale del periodo della nuova dominazione era tollerante, la rivalutazione del Protestantesimo introdotta dai Prussiani, doveva inevitabilmente danneggiare il monastero cattolico. Oltre a questa chiara perdita di potere nel declino del monastero giocarono un ruolo anche problemi economici e finanziari. Poi già nel 1741 il monastero era stato obbligato da Federico II il Grande a pagare alti contributi. Nel corso della secolarizzazione in Prussia il 21 novembre 1810 fu sciolto anche il monastero di Leubus. In tal modo anche la grande proprietà terriera dell'abbazia con 59 villaggi e 32 tenute agricole e le imprese ivi residenti fu statalizzata. Dopo la chiusura seguì un anno più tardi la messa in vendita di 471 preziosi dipinti, tra i quali anche parecchi di Willmann, che furono destinati alla nuova pinacoteca di Breslavia. Altrettanto si fece con parti della biblioteca del monastero e dell'archivio.
Durante le guerre di liberazione contro Napoleone Bonaparte nel 1813 gli edifici del monastero trovarono un nuovo utilizzo come lazzaretto. Dopo la fine delle attività belliche il lazzaretto non fu più utilizzato, così che nel 1817 fu allestita una succursale delle scuderie statali nel monastero e nel 1823 un reparto di psichiatria negli edifici del convento. La prelatura non seppe di tale uso improprio e alcuni spazi furono utilizzati come canonica per la nuova parrocchia. Poi nel 1818 la chiesa conventuale fu trasformata in chiesa parrocchiale e la cappella di Loreto svolgeva ora le funzioni di una sacrestia. Con il tempo le autorità si resero conto anche dell'alto valore artistico dei locali del monastero, cosicché nel 1898/99 furono rifatte le tinteggiature della sala principesca e della biblioteca, ciò che si ripeté già dal 1906 al 1910. All'inizio del XX secolo gli edifici del convento furono sottoposti a un restauro in grande stile, come pure la chiesa conventuale dal 1934 al 1937. Questi lavori di restauro furono gli ultimi per più di 50 anni.

### Utilizzo nella Seconda guerra mondiale e nel periodo seguente

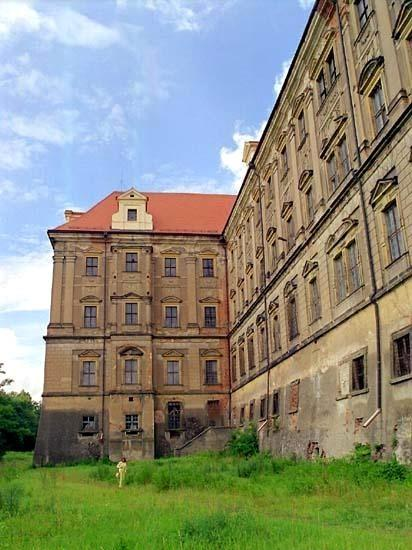
L'ala sud dell'edificio del monastero

Già nel 1936 la scuderia alloggiata nel monastero fu trasferita a Fürstenstein. Nel maggio/giugno 1942 negli edifici del monastero furono installate le fabbriche e i laboratori di ricerca della Telefunken per lo sviluppo di un ricevitore radar nonché di una ditta di nome "Laboratori slesiani Dr. Fürstenau & Co., G.m.b. H.". Queste imprese furono attive per l'industria bellica e dai Nazisti furono impiegati per il lavoro lavoratori forzati del Lussemburgo, parecchi dei quali persero la vita a causa delle cattive condizioni di lavoro. A partire dal 1939 fino al 1942 in questa fabbrica devono essere stati prodotti i motori dei V2 e si parla anche di passaggi segreti sotto l'Oder. Riguardo a queste idee fantasiose è da notare che l'Oder durante l'alta mare sale fino al pavimento della cantina dell'ala del monastero. Nel gennaio 1943 furono elaborati piani per la costruzione di linee ad alta tensione per l'ex monastero e costruita perfino un piccolo impianto di trattamento delle acque reflue. Inoltre furono allestiti due ponti sull'Oder e la zona fu munita di impianti per la nebbia, che dovevano difenderla dagli aerei nemici. A marzo dello stesso anno il Gauleiter Karl Hanke visitò l'impianto con una delegazione della Telefunken. Naturalmente questa divisione bellica distaccata fu tenuta segreta e perciò la zona del monastero con la chiesa e la casa parrocchiale furono risparmiate. A partire dal 25 gennaio 1945 l'intero impianto fu evacuato, e così anche i documenti furono distrutti oppure andarono persi nel caos del dopoguerra. Non è possibile determinare esattamente quale funzione abbia assunto l'abbazia nella Seconda guerra mondiale, anche a causa delle testimonianze contraddittorie e delle varie dicerie; come sempre in tali casi l'infrastruttura architettonica concepita fu interpretata come segno distintivo di un progetto presumibilmente in grande stile. Per i lavoratori forzati lussemburghesi presenti a Leubus solo nella prima fase e là periti, nel 1985 fu affissa una lapide commemorativa nel monastero.
Il monastero non subì alcuna distruzione dagli effetti immediati della guerra. Parti dell'arredamento verso la fine della nel 1944 furono spostate altrove a titolo precauzionale. Nel 1945 l'abbazia come l'intera Slesia divenne polacca e la località di Leubus cambiò il nome in Lubiąż. Le opere d'arte spostate rimasero pressoché intatte e furono gran parte trasferite nel Museo nazionale di Breslavia, nel Museo nazionale di Varsavia o nelle chiese di Varsavia ricostruite dopo le distruzioni della guerra.
Dopo la guerra i soldati dell'Armata Rossa furono acquartierati nel monastero e in seguito per loro fu allestito un ospedale nel monastero stesso. I soldati acquartierati causarono gravi devastazioni al monastero. Il prezioso arredamento fu distrutto intenzionalmente e le opere d'arte che erano rimaste nel monastero, come parti degli scranni d'angolo, o gli altari della chiesa conventuale come la maggior parte degli elementi in legno furono bruciati nelle stufe. Le scale verso le porte della chiesa furono spaccate, quando si buttarono giù le campane. I 96 monumenri funebri degli abati di Leubus e di vari duchi conservati nel monastero e nelle cripte furono presi dai conquistatori e perquisiti alla ricerca di oggetti preziosi. Così anche le insegne del potere dei duchi slesiani sepolti andarono perdute. Le ossa degli inumati furono estratte dalle tombe, così che in seguito non poterono più essere associate. Solo la mummia di Michael Willmann poté essere di nuovo identificata.

### Degrado e ricostruzione

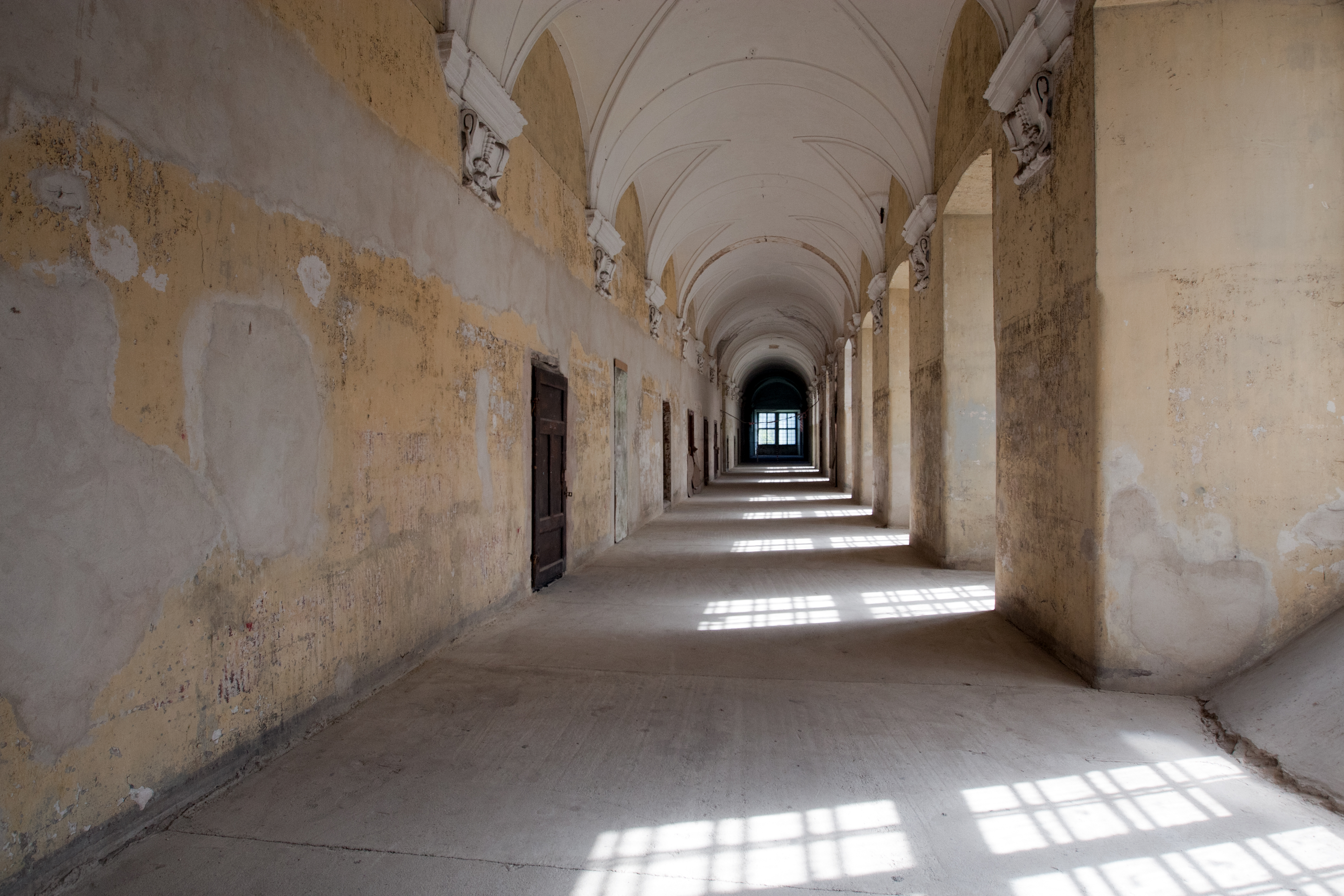
Uno dei passaggi non risanati dell'abbazia

Dopo il ritiro dei soldati dell'Armata rossa nel 1950 il monastero devastato rimase inutilizzato e senza occupanti. Alcuni spazi furono usati come magazzino soprattutto per rimanenze di libri, così come il refettorio estivo, nel quale furono immagazzinati libri fino ai piani superiori. Dopo l'ultimo restauro nel 1937 non vi furono ulteriori riparazioni all'interno o all'esterno, tanto meno furono eseguiti restauri, cosicché l'abbazia negli anni successivi crollò a vista d'occhio. Naturalmente questo aveva anche motivazioni politiche, perché i capi comunisti della Polonia, già a causa della costruzione simile a un palazzo e per giunta del significato storico del complesso conventuale per la colonizzazione tedesca, non mostravano alcun interesse per Lubiąż. Nel 1962 il conservatore di Breslavia avviò certamente interventi di salvaguardia, che però furono di nuovo sospesi per mancanza di denaro.
Dopo la svolta politica in Polonia nel 1989 il fine della dittatura comunista per la prima volta si iniziò di nuovo con interventi di ristrutturazione. A tal fine il 9 settembre 1989 fu costituita anche una fondazione per il monastero, la Fundacja Lubiąż, che mise finalmente ordine nella situazione patrimoniale poco chiara e divenne la proprietaria di tutto il complesso conventuale. La fondazione effettua fino ad oggi il restauro del monastero con fondi provenienti dalle donazioni. In questo essa riceve tra l'altro sostegno finanziario dalla Fondazione per la cooperazione tedesco-polacca. Così nel 1996 fu concluso il restauro della sala principesca, fu aperta la sala per i visitatori e nel 2000 furono di nuovo coperti i tetti del monastero che presentano una superficie complessiva di 2,5 ha. Gli edifici del monastero furono messi in sicurezza mediante un dispendioso procedimento con centinaia di ancoraggi inseriti nei boschi e fu alleggerita la statica. In qualità di uno dei più significativi edifici barocchi d'Europa e a causa del suo grande significato per la storia polacca l'abbazia ha anche lo status di edificio di classe 0 ai fini della tutela monumentale, ciò che rappresenta la categoria più alta per i monumenti architettonici polacchi. Nel 1990 per decisione del Consiglio d'Europa fu allestito un percorso culturale dei Cistercensi, al quale accanto ad altri monasteri cistercensi d'Europa è collegata anche l'abbazia di Lubiąż. La Fundacja Lubiąż potrebbe in futuro procurare all'abbazia un nuovo utilizzo, ma per questo servono investitori. Così Michael Jackson visitò il monastero dopo il suo concerto in Polonia nel 1997. Era alla ricerca di un castello grande e abbandonato, e tuttavia dopo un interesse iniziale alla fine rinunciò al suo proposito di comprare il monastero.

## Utilizzo odierno e piani futuri

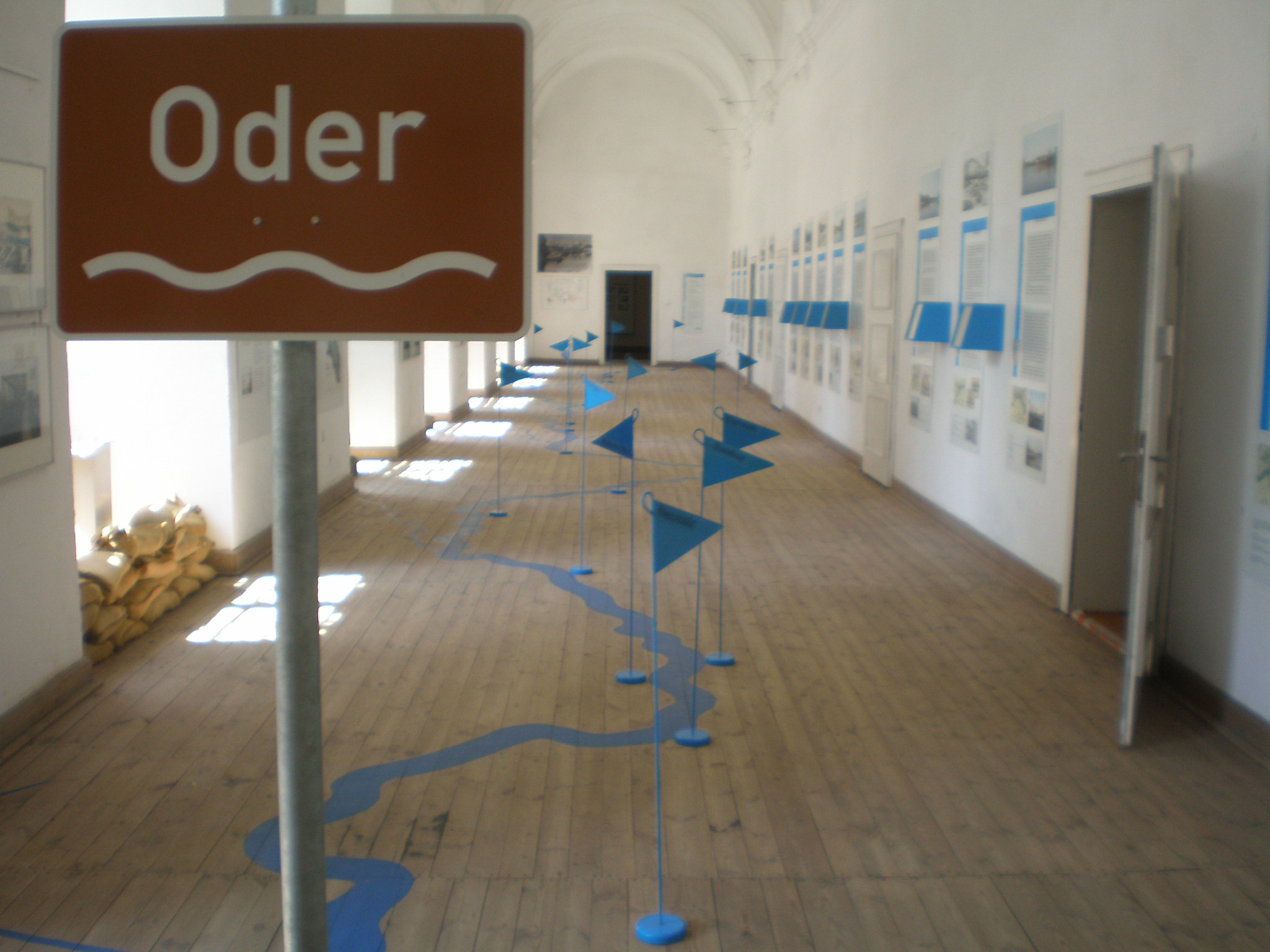
Esposizione in un corridoio del monastero

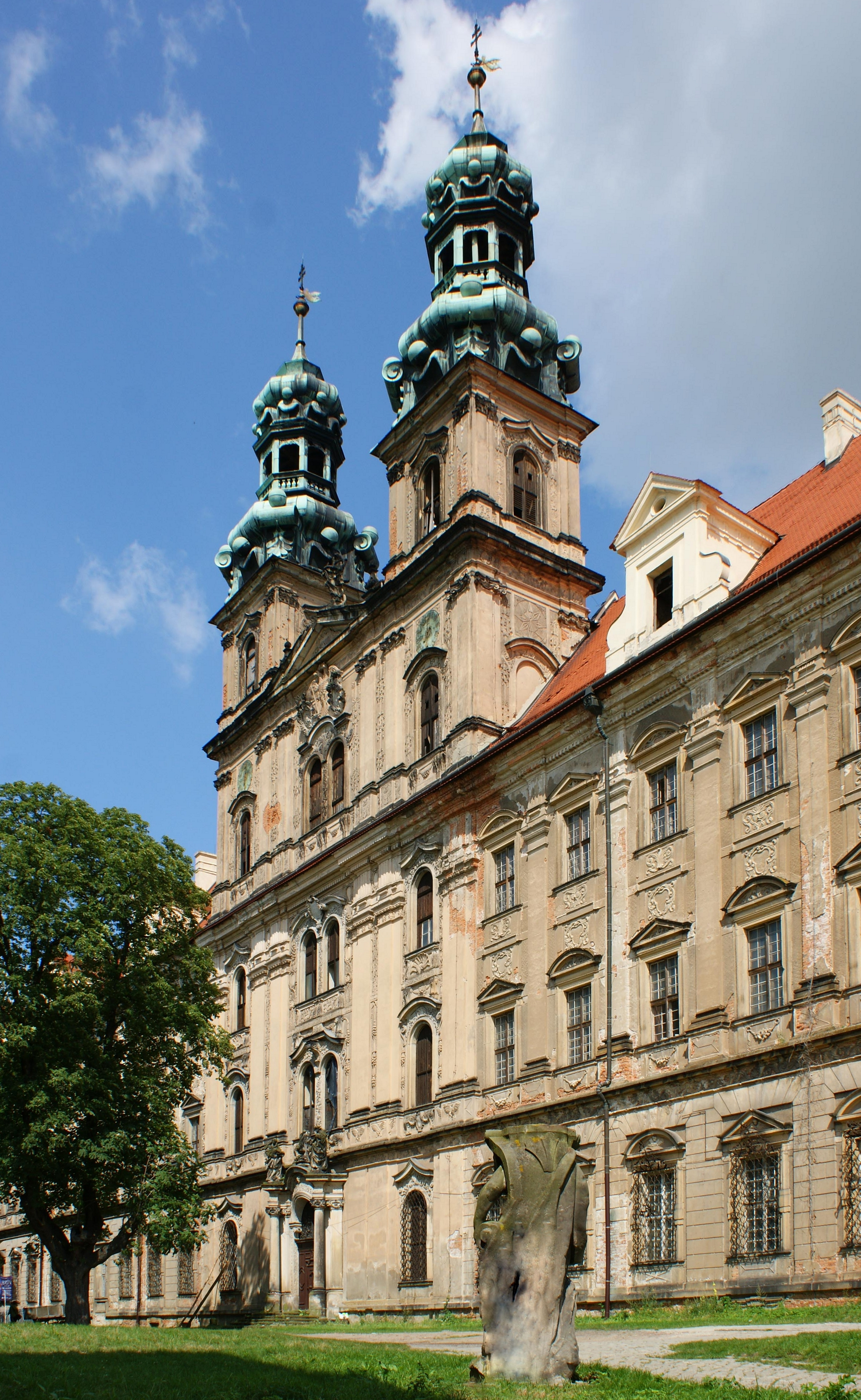
La facciata con doppio campanile della chiesa conventuale

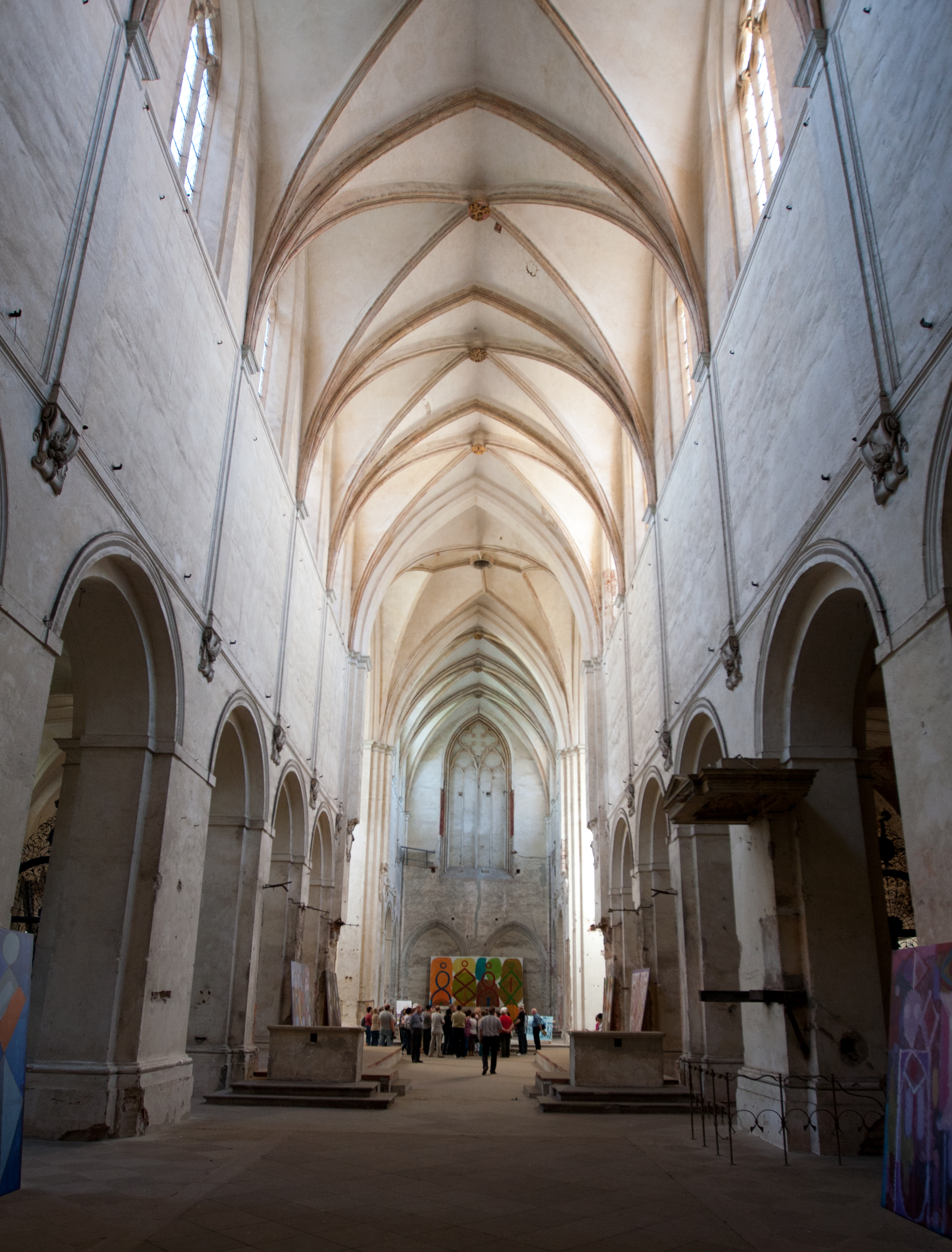
L'interno svuotato della chiesa conventuale in direzione est

Attualmente sono utilizzati solo pochissimi locali. Le più importanti sale conservate sono aperte per visite guidate con gruppi. Nel refettorio estivo e nella parte settentrionale della prelatura hanno luogo annualmente mostre variabili su temi slesiani e organizzate a tal fine dalla Verein Haus Schlesien ("Associazione Casa Slesia", un'organizzazione dedicata alla valorizzazione della storia e della cultura slesiane, che ha sede nei pressi di Königswinter, nella Renania Settentrionale-Vestfalia). La sala principesca fu utilizzata già al tempo della sua origine come sala per le feste e offre oggi uno spazio dignitoso, anche per concerti.
Sull'utilizzo dell'abbazia da due decenni esistono idee irrealistiche. Per gli ulteriori lavori di restauro da allora si cerca un investitore, che possa rilevare almeno parti dei 23.000 m² del grande edificio del monastero. Fu prodotto uno studio di fattibilità (non privo di contestazioni), secondo il quale nell'ex prelatura avrebbe dovuto essere allestito un centro per conferenze e seminari. Le grandi sale avrebbero dovuto consentire seminari e altre adunanze. L'edificio del convento sarebbe poi convertito in un lussuoso albergo ed esistono piani per dotare il cortile interno di un tetto di vetro. Si prevedeva inoltre di utilizzare l'ex chiesa conventuale per mostre, gallerie, concerti e altre manifestazioni culturali. Nell'ex panetteria e nell'ex birrificio sorgerebbe un albergo della fascia di prezzo intermedia con annessa trattoria, che sarebbe orientato soprattutto verso i turisti e i giovani. I rimanenti fabbricati di servizio della zona dovrebbero essere ripristinati e completati da nuovi, adeguati edifici. La chiesa di San Giacomo che si trova di fronte alla chiesa conventuale era proposta come centro religioso-ecumenico. Il grande parco del monastero, che era inselvatichito nel dopoguerra, dovrebbe essere nuovamente allestito come giardino barocco in base a riproduzioni contemporanee. All'esterno delle mura dell'abbazia potrebbe sorgere una zona sportiva. Tutte queste belle visioni sono note da tempo e da altrettanto tempo mai realizzate. Mentre altri ex complessi cistercensi slesiani sono stati rinforzati strutturalmente in modo cauto e continuativo con notevoli contributi dei fondi UE, adattati a nuovo utilizzo e in generale adibiti a nuove funzioni, la situazione a Leubus è meno promettente. Una grande discrepanza caratterizza l'aspetto architettonico. L'unica facciata restaurata del corpo di guardia e le nuove coperture del tetto rappresentano gli sforzi della fondazione promotrice, che ha da tempo un carico di responsabilità eccessivo per l'intero complesso.

## Storia architettonica e arredamento
Per quanto riguarda la storia architettonica, l'aspetto odierno e gli arredi, gli edifici più notevoli dell'abbazia di Lubiąż sono la chiesa conventuale (Klosterkirche), le ali del monastero (Klosterflügel) con le loro importanti sale, i rimanenti fabbricati di servizio (Wirtschaftsgebäude) e la chiesa di San Giacomo (Jakobskirche).

### Chiesa conventuale di Santa Maria Assunta

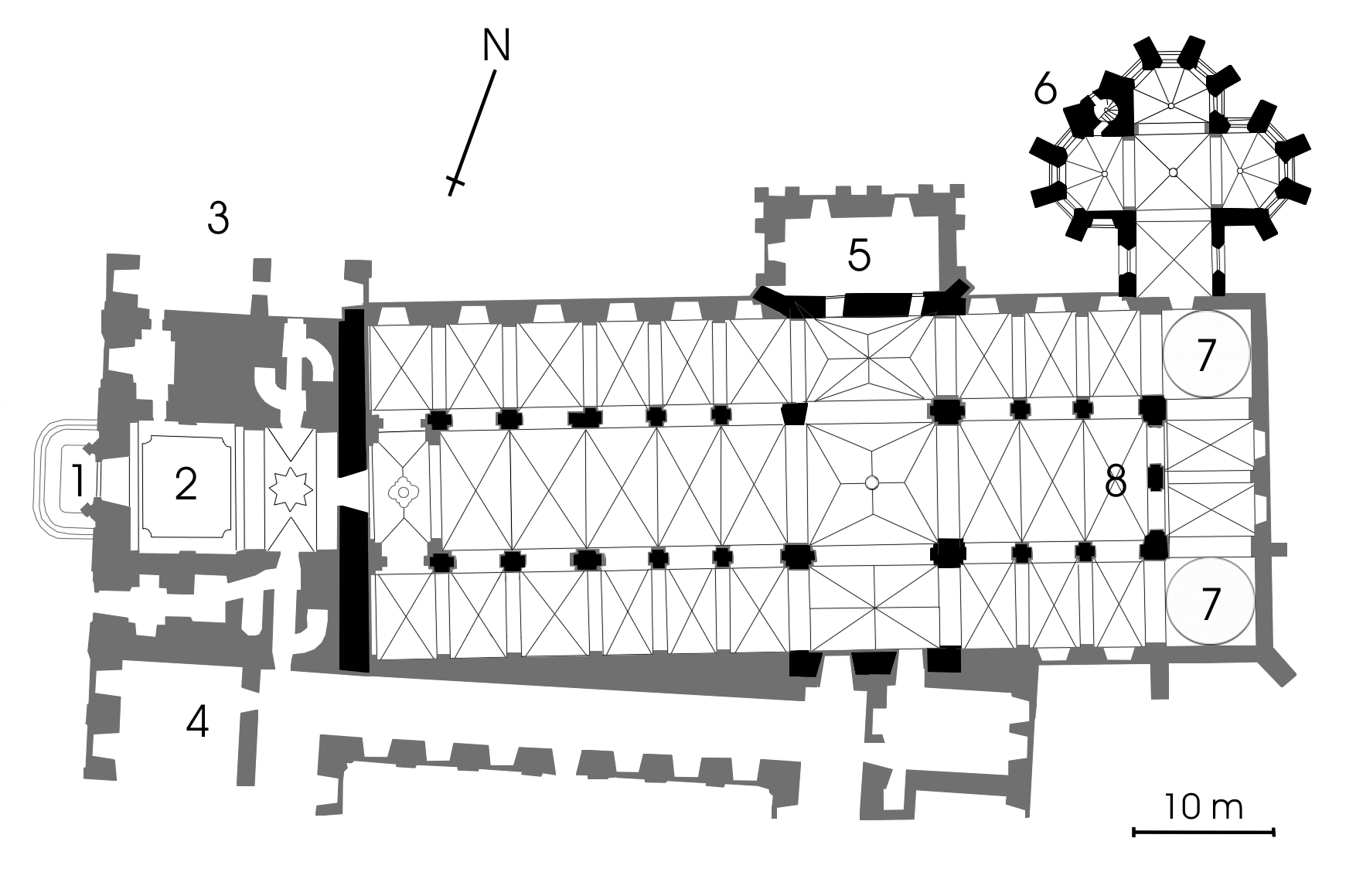
Pianta della chiesa conventuale. 1 portale principale; 2 portico; 3 prelatura; 4 eidifici del monastero; 5 cappella di Loreto, 6 cappella principesca; 7 cappelle del deambulatorio; 8 ex altare maggiore

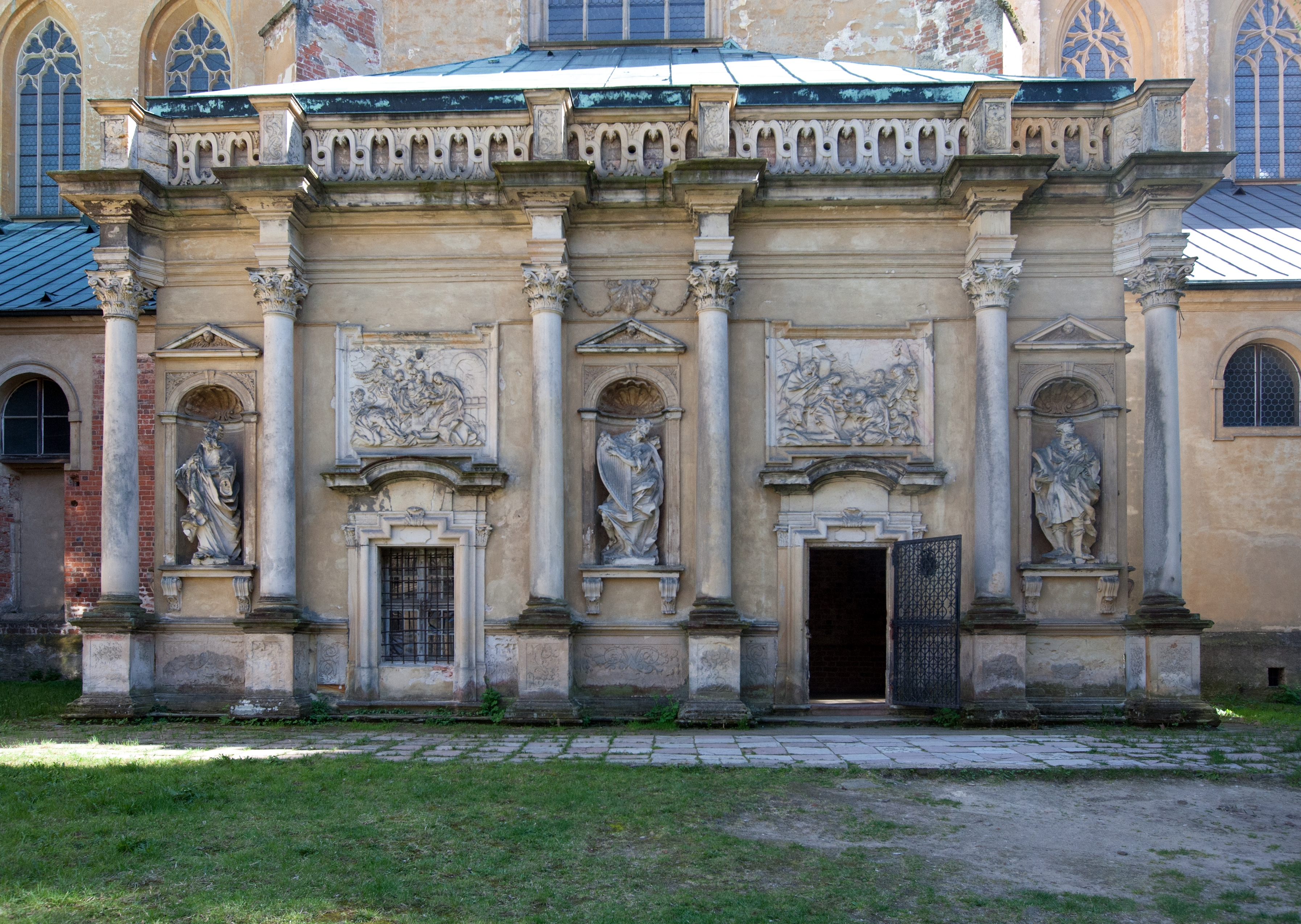
La cappella di Loreto da nord

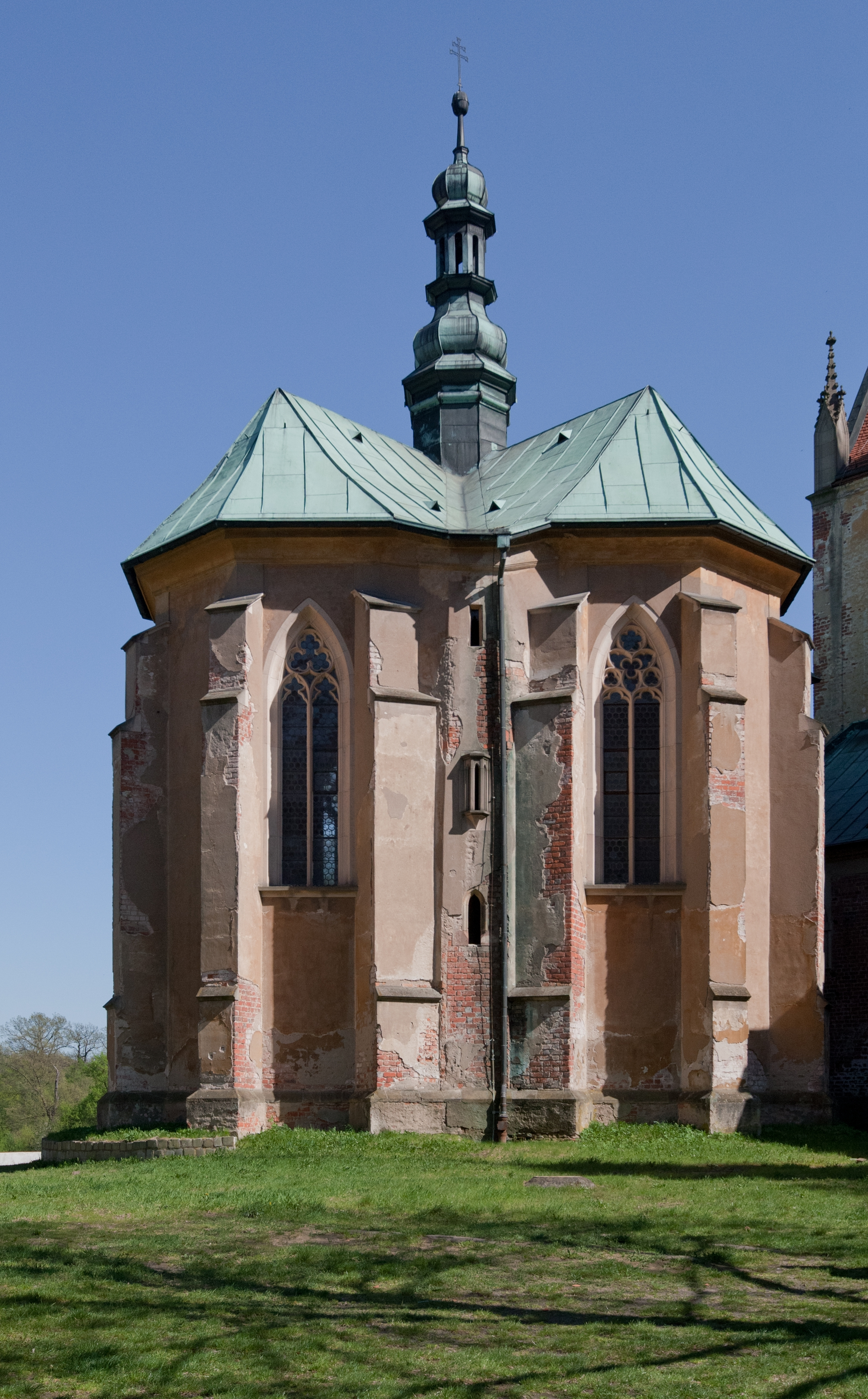
La cappella principesca

Già prima dell'arrivo del convento cistercense di Pforta era stata edificata una chiesa di legno. Con il crescere dell'importanza del monastero fu necessaria anche una nuova chiesa, che venne realizzata intorno al 1200. La chiesa romanica rappresentava una semplice basilica a tre navate con la parte terminale del coro diritta. Questo corrispondeva alle regole dell'ordine dei Cistercensi. Tuttavia la chiesa deve aver avuto – fatto insolito per i Cistercensi – un campanile frontale. La chiesa fu il primo edificio in Polonia realizzato in mattoni e in più coperto con una volta.
I successivi lavori di ristrutturazione non lasciarono quasi niente del corpus romanico. Un rudere importante di questa chiesa è la piscina nel coro. La vasca d'acqua disponeva di un lungo colonnato incavato, in modo che l'acqua potesse defluire. È notevole soprattutto la struttura a forma di capitello, poiché mostra una rappresentazione scolpita e simmetrica di due uccelli, che mangiano dalle viti.
La chiesa assunse la sua forma odierna verso la fine del XIII secolo forma odierna. Il vecchio tempio romanico fu abbattuto e le fondamenta parzialmente utilizzate per la più grande costruzione successiva. Come materiale da costruzione si scelsero di nuovo i mattoni e per i dettagli architettonici la pietra naturale. L'edificio si allontana dall'asse ovest-est in direzione nord. La pianta a tre navate con la parte terminale del coro diritta fu conservata e completata con un deambulatorio rettangolare. Nella sua pianta il complesso gotico corrisponde a una croce, anche se i bracci del corpo trasversale (transetto) non passano sui muri esterni delle navate laterali. La lunghezza fu disposta a circa 65 m e la larghezza intorno a 28 m. Il coro si allunga su tre campate, con la crociera comincia il corpo longitudinale (aula) con ulteriori cinque campate. Se si considera la superficie della chiesa, risultano 1.703  m², mentre il volume misura 44.000 m³.
L'intera chiesa fu coperta con volte a crociera a costoni, che furono chiuse da chiavi di volta con motivi vegetali. Solo nel transetto furono create volte a stella e si poté inserire una chiave di volta con una rappresentazione dell'Agnello di Dio. Il transetto e il coro furono terminati nel 1330 e quindi consacrati dal vescovo Nanker. Le volte e l'aula occidentale furono completate nel terzo quarto del XIV secolo. Le finestre, ma soprattutto gli archi contenevano archi a sesto acuto, che poggiavano su pilastri a fasci quadripartiti.
Gli Hussiti saccheggiarono la chiesa nel 1432. I danni furono riparati nel 1508, quando fu ripristinato l'interno. Ai nuovi arredi l'abate Andreas Hoffmann aveva già donato nel 1502 degli stalli del coro, nel 1504 un tabernacolo, che fu fabbricato in arenaria dal breslaviano Leonhard Gogel, e nel 1505 un nuovo organo.
Nel XVII secolo la chiesa fu più volte rifatta, conservando tuttavia la sua struttura gotica. L'abate Matthias Rudolf all'inizio del secolo fece ridipingere l'interno della chiesa conformemente al gusto dell'epoca rinascimentale, il coro ricevette nuovi arredi con un altare maggiore, un pulpito e degli stalli del coro. Dopo la razzia da parte degli Svedesi nel 1638 il tempio dovette essere ristrutturato. L'abate Freiberger fece restaurare la chiesa e per 1.000 talleri acquistò un nuovo organo. Anche se i vecchi stalli erano sopravvissuto alla guerra, nel 1656 furono demoliti e il coro fu separato dal deambulatorio e dall'aula mediante un pluteo di marmo rosa. Ugualmente barocchi erano i sette dipinti dei martìri degli apostoli commissionati simultaneamente a Michael Willmann. Misuravano 3 × 4 m e furono appesi nel coro.
Seguì un'ampia barocchizzazione dell'interno della chiesa. Dal 1672 fino al 1682 furono ampliate le navate laterali, ricavando volte a botte come nel transetto meridionale. Gli archi gotici e i pilastri della navata centrale subirono una radicale trasformazione, nella quale furono sovrapposti ad essi archi a tutto sesto e fissate sotto la volta paraste che poggiavano su mensole. All'angolo nord o sud del deambulatorio furono create cappelle "aperte", coperte da cupole e munite di altari di san Benedetto o di san Bernardo. Le cupole furono decorate nel 1691/92 con stucchi e affreschi. Nel deambulatorio trovarono posto oltre al monumento per otto vescovi di Breslavia inumati nella chiesa pure un prezioso cancello del coro del 1701. Nel 1781 fu installato un nuovo altare maggiore, per le immagini di Michael Willmann e le opere scultoree di Matthias Steinl. Nel complesso Michael Willmann aveva creato per la chiesa 14 capolavori pittura barocca. All'inizio del XVIII secolo la chiesa ottenne con la nuova facciata principale una sontuosa facciata ornamentale. I nuovi campanili gemelli furono incoronati con cupole barocche e lo spazio intermedio appena nato divenne il vestibolo. Da là passò nella chiesa un portale barocco. A nord del transetto fu inoltre eretta una cappella di Loreto (Loretokappelle), che in questo periodo in Europa erano molto amate e diffuse. Dal 1934 al 1937 ebbe luogo un restauro, durante il quale furono rinnovate soprattutto le finestre a traforo gotiche.
Degli arredi della chiesa conventuale, ad eccezione di alcune cornici, dei plutei, del cancello del coro in ferro battuto e delle policromie delle cappelle, non si è conservato nulla. Oggi la chiesa si presenta quasi nel suo aspetto gotico originario, poiché tutte le decorazioni barocche furono spostate o bruciate come la maggior parte degli altari. Dell'organo e del pulpito rimangono ancora pochi resti. Nel frattempo le finestre e il tetto sono stati ristrutturati ed è stato posato un nuovo pavimento.

#### Stalli degli angeli
I cosiddetti "stalli degli angeli" (Engelsgestühl) rappresentano una delle più significative opere del Barocco slesiano. Furono realizzato intorno al 1700 da Matthias Steinl, che aveva già scolpito l'altare maggiore. Rigogliose foglie ornamentali, inframmezzate da circa 50 putti, decoravano gli stalli, che erano ancora sovrastati da dieci angeli che suonavano. Già prima della fine della guerra l'opera fu smontata e in parte trasferita altrove. La parte rimasta a Leubus fu bruciata. Oggi i suoi resti sono esposti soprattutto nel castello ducale di Brzeg.

#### Cappella principesca
All'angolo nord-est del deambulatorio si collega la cappella principesca (Furstenkappelle) edificata nel 1311-1329. Essa fu eretta su una pianta a forma di croce o meglio di trifoglio e circondata di pilastri di sostegno. Conservava su tre lati 5/8 parti terminali del coro, per cui si suppone che architetti del Medio Reno abbiano eretto questa unica realizzazione triconca slesiana. La volta a crociera a costoni conservava chiavi di volta con decorazioni plastiche figurative. A partire dal 1670 la cappella fu trasformata in dieci anni di lavoro e il tetto incoronato con una torretta barocca. La cosa più importante furono tuttavia le nuove policromie allegoriche sulla volta, che rappresentano la storia e le gesta dei Piast slesiani. Oltre a ciò furono fissate delle mensole arcuate, che sorreggono la volta.
Dei vecchi arredi, tra i quali una pala d'altare di Michael Willmann del 1681, non si è conservato niente. In parte furono trasferiti altrove, in parte distrutti. Del vecchio altare maggiore della cappella restavano intatti solo il piano dell'altare e un affresco, che serviva come sfondo per l'ostensorio. Restava una figura a pezzi sul pavimento davanti all'altare e fa adombrare l'aspetto delle rimanenti opere degli scultori. Soltanto gli affreschi restavano intatti e furono restaurati. La preziosa tomba a fossa di Boleslao III († 1352), che era esposta al centro della cappella, si può ammirare nel Museo Nazionale di Breslavia.

## Complesso del monastero

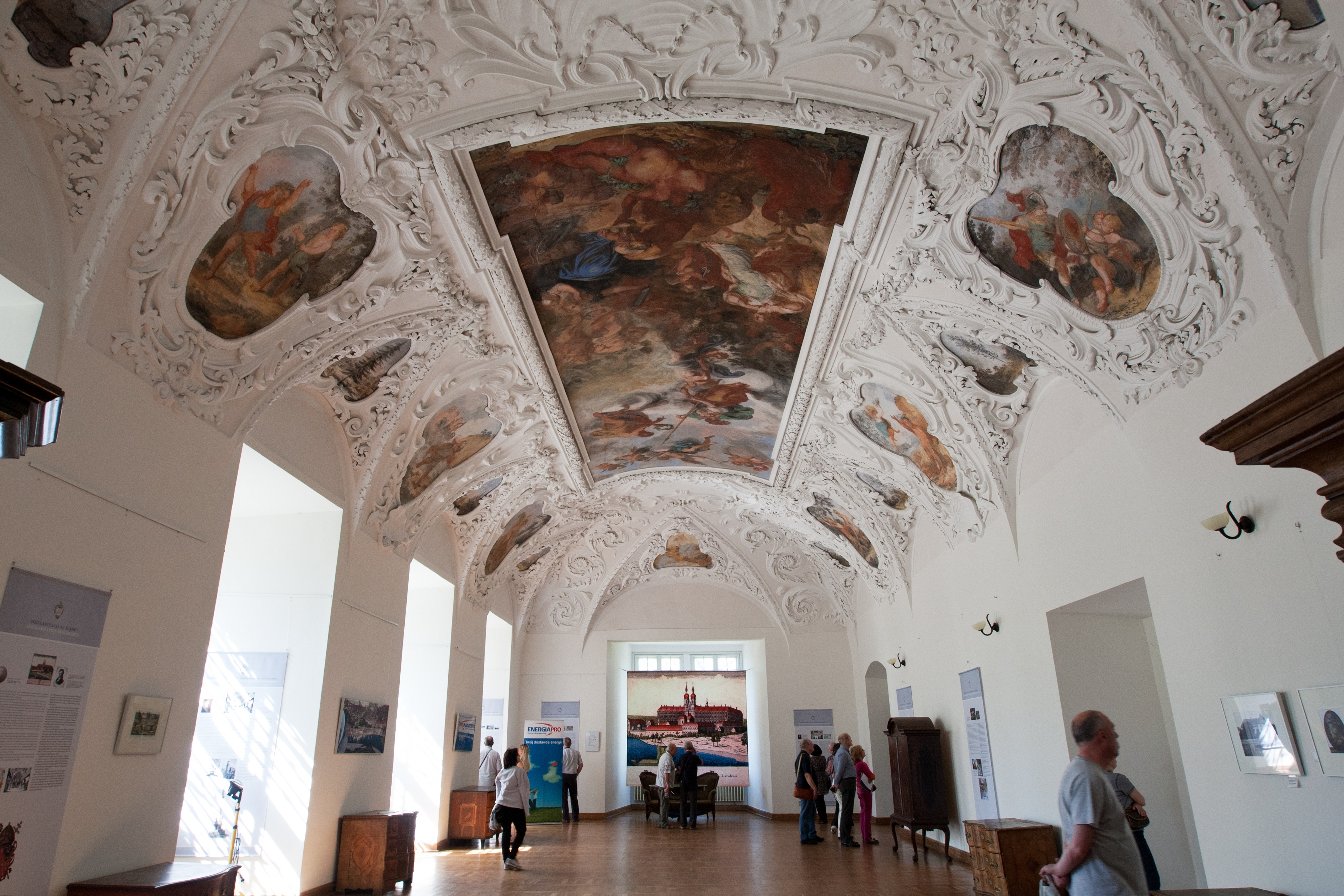
Il refettorio estivo

Il complesso principale dell'abbazia di Lubiąż è diviso in due parti. A nord della chiesa conventuale si collega la "prelatura" (Prälatur)  edificata dal 1681 al 1699. È formata da un'ala nord e da un'ala est lunghe 118 m, che sono unite a L e occupano una superficie di 6.350 m² e un volume di 87.800 m³.
A sud della chiesa comincia l'edificio conventuale (Konventsgebäude), che è allestito intorno a un cortile interno rettangolare. L'edificio conventuale, realizzato dal 1692 al 1710, ha su ognuno dei suoi tre piani 30 locali e rispettivamente una superficie complessiva di 6.402 m² e un volume di 190.000 m³. Gli spazi conventuali subirono nel dopoguerra i maggiori danni e utilizzi impropri, e le molte stanze più piccole richiesero ancora un restauro. Una cosa curiosa nella tromba delle scale è un fregio dipinto dai soldati dall'Armata rossa, che mostra immagini della falce e martello nonché le stelle comuniste.
Le due ali, suddivise da pilastri, formano con la parte anteriore con il doppio campanile della chiesa conventuale la facciata principale lunga 223 m, che è ancora più lunga di quella dell'Escorial. Nel frattempo entrambe le ali sono state messe in sicurezza e i più importanti degli oltre 300 locali sono stati restaurati.

### Refettorio estivo
nell'ala settentrionale della prelatura è allestito il refettorio estivo (Sommerrefektorium). Per il refettorio l'abate Johann Reich fece decorare la volta con affreschi a Michael Willmann dal 1690 al 1691. Willmann creò qui per il suo primo lavoro di questo tipo un'apoteosi mitologica di un eroe virtuoso. Nella parte inferiore del quadro si trova il dio del vino Dioniso insieme al suo seguito, che virtuoso è condotto da Atena fuori dal mondo vizioso fino a Eracle, che tiene pronta per lui una corona d'alloro. Il dipinto principale rettangolare è circondato da 14 medaglioni più piccoli, che continuano la tematica e sono posati in stucco bianco. In questo l'aspetto del refettorio estivo si differenzia dagli spazi rimanenti. Nella sala sono collocati alcuni mobili antiquari, e hanno luogo anche varie mostre d'arte, che sono curati dal Museo per lo studio della storia e della cultura slesiana.

### Sala principesca

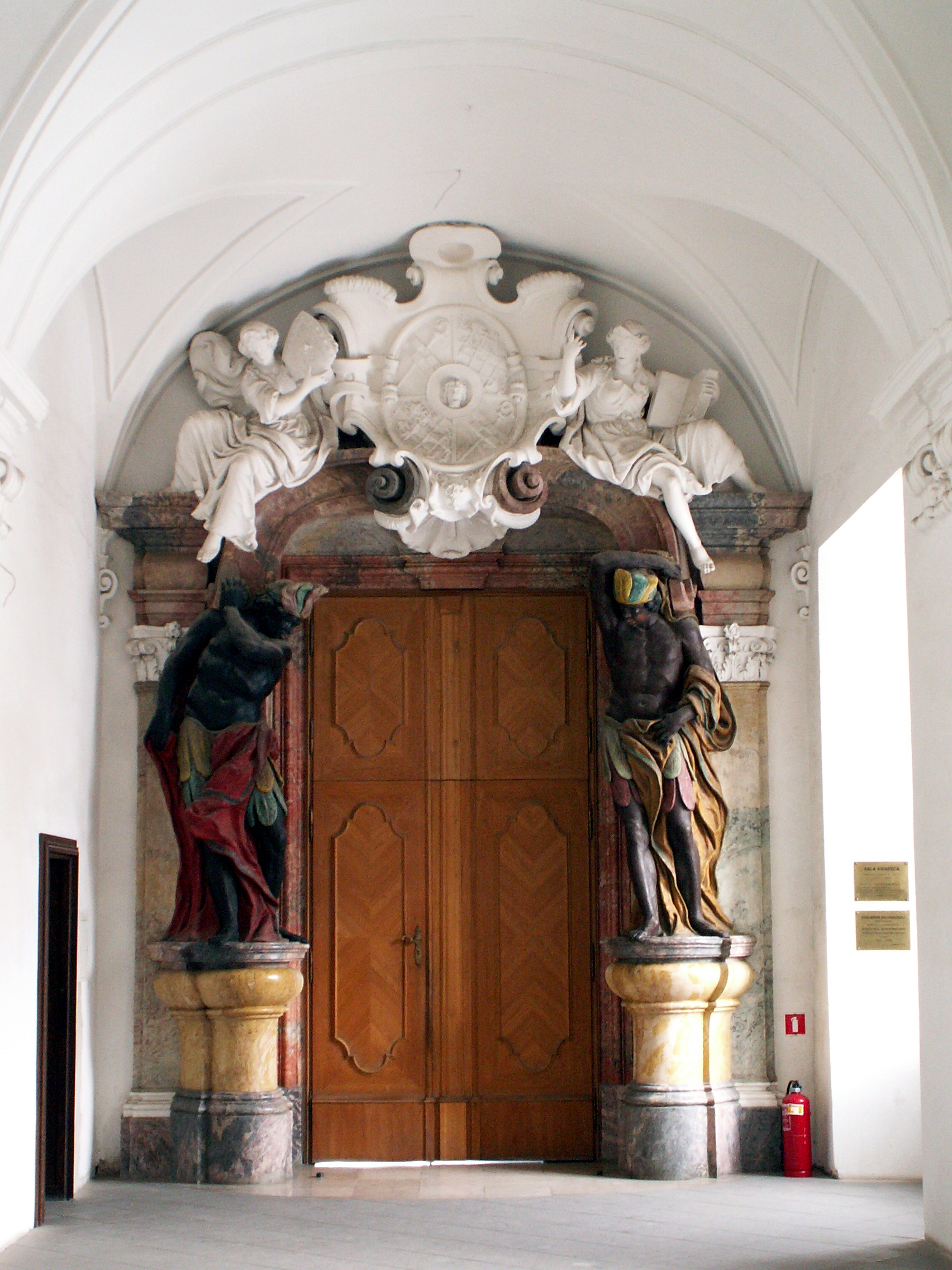
Portale della sala principesca

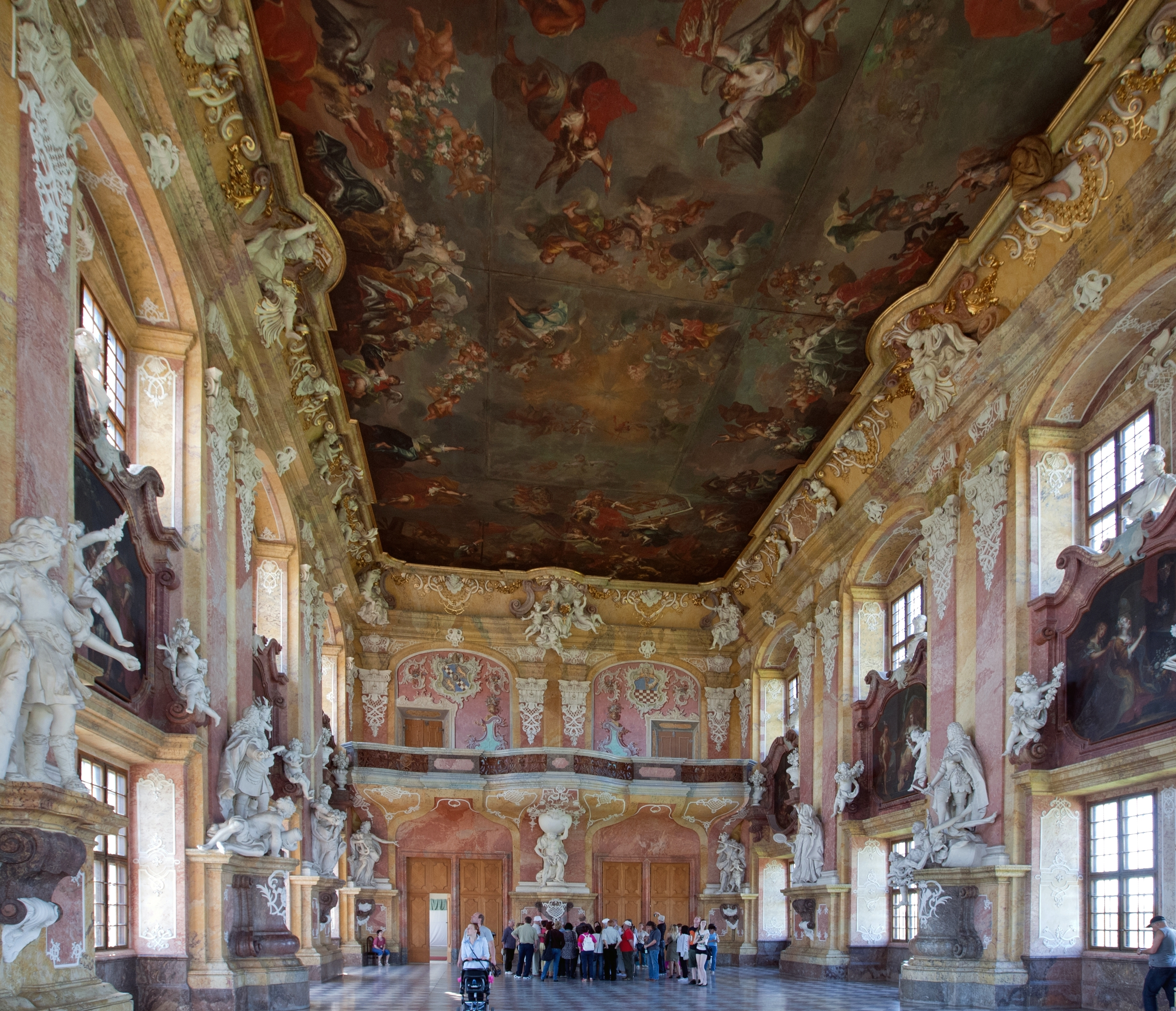
Il lato ovest della sala principesca con il matroneo

La sala principesca (Fürstensaal) è dopo il restauro del 1990–95 l'attrazione più importante del monastero e, con dimensioni di 28,5 m di lunghezza, 14,8 m di larghezza e 13,9 m di altezza, anche lo spazio più grande del monastero. Essa forma l'estremità orientale della prelatura, il cui corridoio più lungo corre verso il portale barocco, che occupa l'intero muro frontale. Oltre a ciò l'ingresso nella sala principesca è fiancheggiato da due Telamoni, uno indiano e uno moro. Lo stemma dell'abbazia con due sostegni, in stucco bianco, forma la parte terminale superiore della recinzione policroma del portale.
Anche se la sala principesca occupa due piani, fu mantenuta la disposizione delle finestre, così che la suddivisione degli spazi dall'esterno non si può intuire. Sul lato ovest della sala si trova un matroneo. Lo spazio è diviso da assi di finestre doppie, i pilastri del muro in mezzo a loro volta sono divisi da pilastri doppi con capitelli compositi. Sul lato della lunghezza lo spazio si estende su quattro assi di finestre e sul lato della larghezza su due assi di finestre. Tra le due file di finestre sono inseriti dieci dipinti decorati con volute di Christian Philipp Bentum, che mostrano scene della vita dell'imperatrice Elisabetta Cristina. Su ciascuno di questi sono esposti busti dei sovrani asburgici. La sala delle feste di rappresentanza si sviluppò nell'ultima fase di costruzione dell'abbazia dal 1734 al 1738 e rappresenta una delle più sontuose del Barocco europeo.
La luminosa solennità è ottenuta mediante le grandi superfici delle finestre e le luminose superfici di scagliola, che formano un contrasto con le sculture piuttosto scure. La scagliola di alcune superfici murarie e dei pilastri è di colore rosa, le superfici intermedie dei pilastri e il cornicione che riempie lo spazio, delimitando il soffitto, sono color ocra.
I diversi elementi plastici, come statue e sculture, furono realizzati in scagliola, che veniva versata su un'intelaiatura di mattoni. Queste opere d'arte furono fabbricate dallo scultore Franz Joseph Mangoldt. Come stuccatore qui fu attivo Ignatius Albrecht Provisore. Tra le finestre si trovano undici statue di questo tipo su piedistalli cilindrici, tra le quali tre raffigurazioni di imperatori, sette allegorie di virtù ad esse associate nonché tre sculture ispirate alla mitologia greca.
Gli imperatori si presentano in tenuta da condottieri come trionfatori sui nemici degli Asburgo e del Cattolicesimo, ossia personaggi delle guerre turche o diavoli e demoni, e sono affiancati da figure allegoriche. Sul lato sud si trova la statua dell'imperatore Giuseppe I, che è circondata da sculture del valore (Virtus Heroica) e della generosità (Liberalitas). Sulla parete nord Leopoldo I è fiancheggiato da rappresentazioni della giustizia (Iustitia) e della sagacia (Prudentia). Una posizione di spicco spetta all'allora reggente Carlo VI, che occupa la parte anteriore della sala. Negli angoli del locale lo accompagnano i suoi motti forza (Fortitudo) e costanza (Constantia).
Nella parte ovest della sala una statua di Atlante forma il punto centrale. Questi porta il globo terrestre sulle spalle e sostiene il matroneo che sporge su di esso. Nell'angolo alla sua sinistra si trova Apollo con la lira nel braccio destro. Nell'altro angolo davanti a Marsia che suona il flauto il piccolo Pan tiene la siringa sulla testa con entrambe le mani.
Il cornicione si mostra risaltando nettamente sui rimanenti elementi. All'angolo si trovano le personificazioni dei quattro continenti: un toro simboleggia l'Europa, un elefante l'Asia, un cammello l'Africa e infine un leone l'America.
Opera d'arte dominante della sala è il dipinto sul soffitto, che si estende su 360 metri quadrati. Si tratta in questo caso di dieci dipinti, che sono attaccati alla costruzione in legno del soffitto e insieme producono "uno dei più grandi dipinti a olio della storia dell'arte". Il suo artefice Christian Philipp Bentum si è immortalato nell'angolo sud con un autoritratto e una firma insieme alla data 1732. Nel dipinto sul soffitto il programma iconografico della sala principesca raggiunge il suo culmine con le esaltazioni dei Piast slesiani, che fondarono il monastero, della monarchia asburgica, alla quale Leubus dovette la sua prosperità, nonché della Chiesa cattolica. Ai margini della parte occidentale del dipinto sul soffitto è raffigurata la sconfitta della battaglia di Legnica (1241) con il duca slesiano Enrico II. Al di sopra l'antenato di Enrico Boleslao I, con la veste storica di condottiero, indica la sua fondazione, il complesso del monastero di Leubus, raffigurato in veduta prospettica nel suo aspetto barocco. Alla sua destra si innalzano putti con lo stemma del monastero. Sul lato di fronte si trova Maria Teresa d'Austria come aurora davanti a nuove scene di battaglia, che raffigurano la "vittoria della fede cattolica sui demoni, i vizi e le eresie". I lati lunghi mostrano a nord la scena dello sposalizio di Maria Teresa con Francesco I di Lorena, che è affiancato dalle personificazioni della potenza e della moderazione come pure della vittoria di Chronos sulla Vanità. Sul lato di fronte si trovano le tre Parche.
I due campi murari della parere posteriore del matroneo sono sistemati in posizione simmetrica alle pitture murarie rococò. Circondato da rocaille e motivi floreali su ciascuna è raffigurato uno stemma del convento. Alla porta del campo murario meridionale se ne contrappone corrispondentemente una dipinta illusionisticamente.
Dopo la Seconda guerra mondiale le singole tavole dello schermo furono strappate dai supporti, per cui caddero sul pavimento della sala. In seguito furono adagiate su cavalletti, per essere poi sistemate solo a metà degli anni 1990 nel corso del radicale restauro della sala.

### Refettorio del monastero

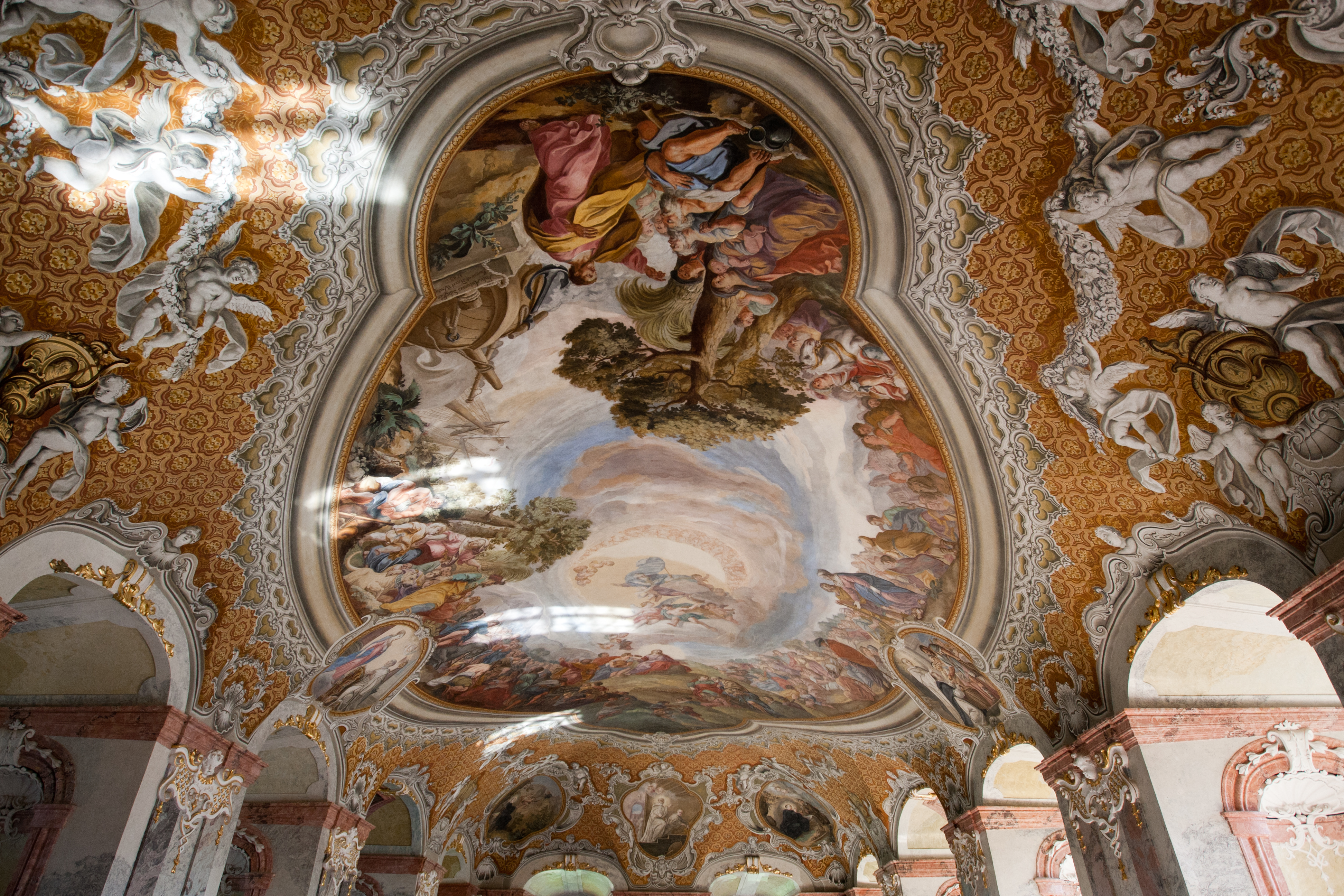
La volta restaurata nel refettorio del monastero

Il complesso del monastero di Leubus possiede un secondo refettorio, che è alloggiato al piano terra dell'estremità meridionale dell'edificio conventuale: il refettorio del monastero (Klosterrefektorium). Dalla posizione assomiglia alla sala principesca e dispone di tre lati con finestre con quattro o meglio due assi di finestre doppie. Diversamente dalla sala principesca il refettorio possiede un soffitto a volta. Le pitture sul soffitto del 1733 derivano dalla mano di Felix Anton Scheffler e mostrano, adattandosi bene all'utilizzo dell'epoca come dispensa, la scena biblica della alimentazione dei 5.000. Il grande affresco è attorniato da otto piccole pitture ovali, che trattano la vita di Bernardo di Chiaravalle e di Benedetto da Norcia. Conduce nella sala un portale arcuato di marmo nero con la data 1706 e un estratto dalla regola dell'ordine: „SUMMUM FIAT SILENTIUM AD MENSAM. CAP: 38 REG:“ ("Si faccia il massimo silenzio a mensa"), che richiama al silenzio durante i pasti. Gli affreschi furono completamente restaurati e nel frattempo fu nuovamente posato il pavimento.

### Biblioteca
Sopra il refettorio dell'edificio conventuale è insediata la biblioteca del monastero (Klosterbibliothek). Essa occupa il secondo e il terzo piano, il che dà come risultato uno spazio di 12 m di altezza. Di conseguenza essa non è solo una delle più belle, bensì anche la più grande biblioteca barocca della Slesia. Come il refettorio che si trova al piano terra la posizione della biblioteca permette un'entrata della luce da tre lati, attraverso le doppie file di finestre. al 3º piano si trova una galleria con balaustra, attraverso la quale si apre l'intero spazio in altezza. Tra le finestre davanti ai pilastri erano collocati scaffali, oltre a questo nella sala si trova un altro armadio che si estende oltre l'intera parete sud. La tinteggiatura della sala, come testimonia una data a sinistra dell'entrata sopra la galleria, fu fatta nel 1737, e precisamente da Philipp Bentum, che tra l'altro ha eseguito per Leubus anche le pitture sul soffitto della sala principesca. Non si trovano invece elementi dipinti o plastici in stucco e decorativi. Un'iscrizione sulla volta menziona anche l'abate Constantin Beyer come mecenate delle arti.
La biblioteca del monastero è l'ultima grande sala di cui si effettua il restauro. Il restauro delle pitture barocche a grandi superfici è terminato, al contrario gli stucchi dell'arredo non sono conservati.

### Fabbricati di servizio e amministrativi

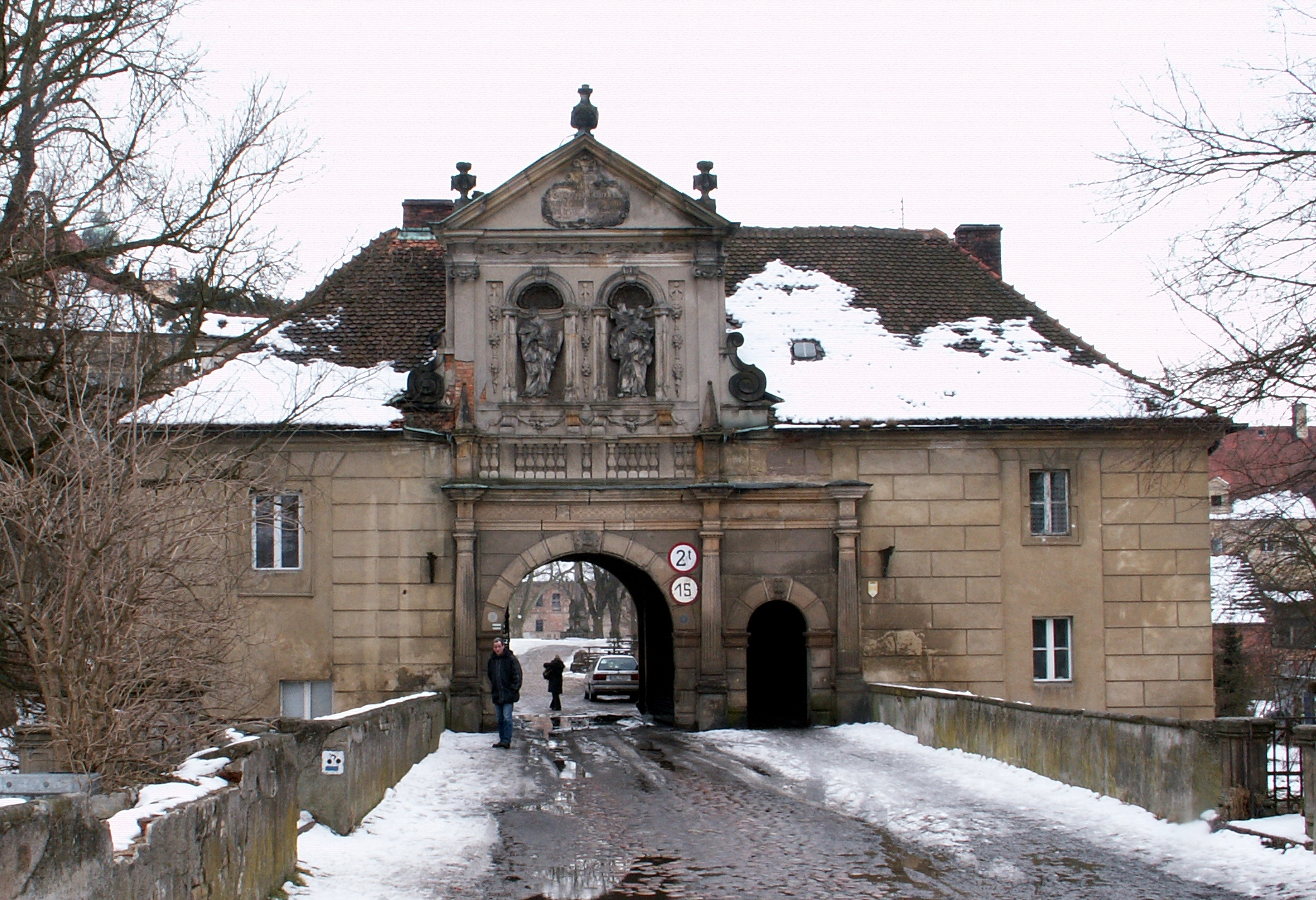
Il corpo di guardia

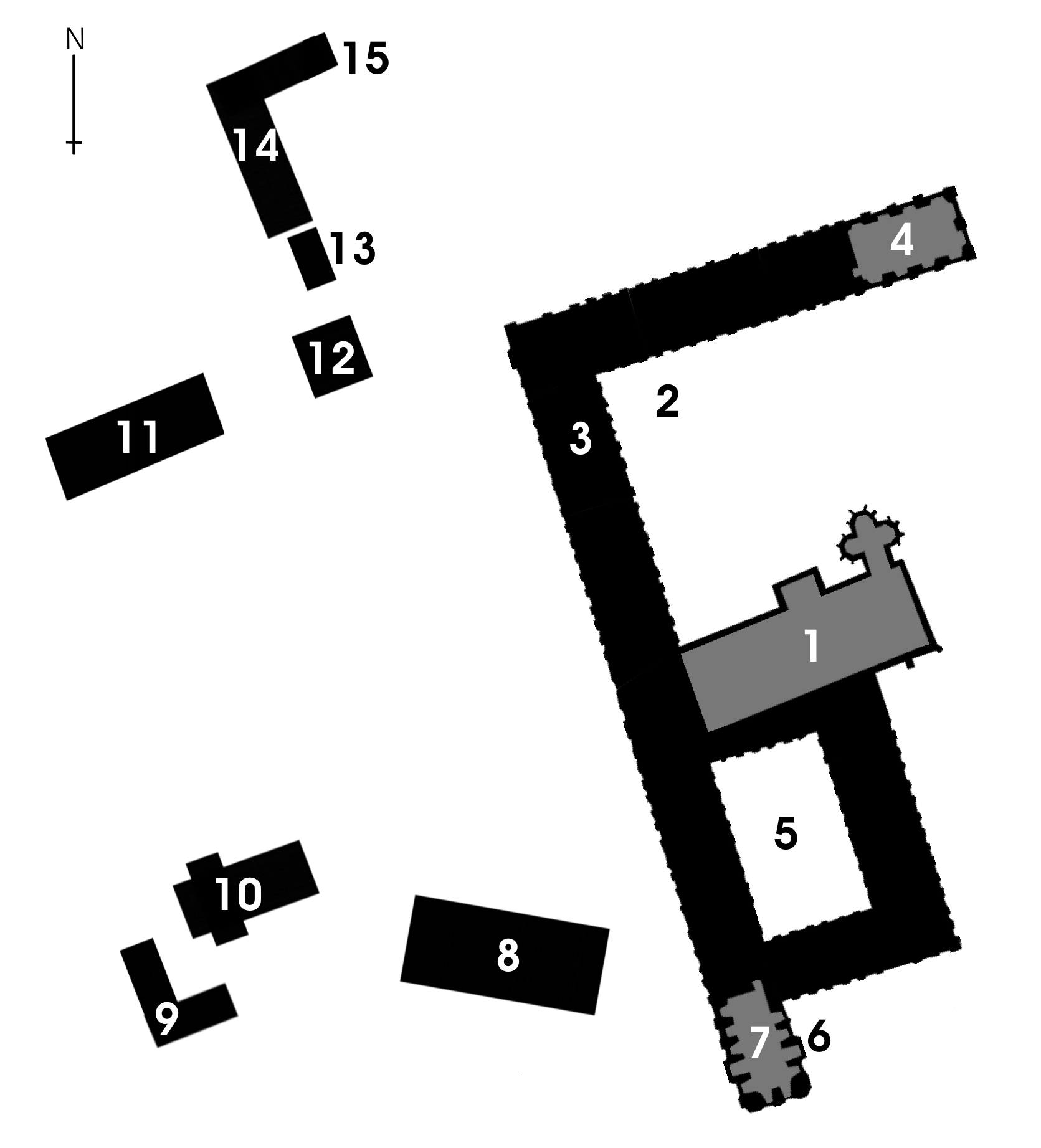
Planimetria dell'area del monastero:1 chiesa conventuale; 2 prelatura; 3 refettorio estivo; 4 sala principesca; 5 edificio conventuale; 6 refettorio del monastero; 7 biblioteca; 8 birrificio e panificio; 9 edificio degli artigiani; 10 chiesa di San Giacomo; 11 casa dell'ufficiale del monastero; 12 cancelleria del monastero; 13 fienile del monastero; 14 ospedale del monastero; 15 corpo di guardia

L'edificio più settentrionale del complesso del monastero è il corpo di guardia (Torhaus), che sopra un ponte forma l'accesso dalla cittadina di Lubiąż. La porta è ancora quella originaria del periodo dopo le Guerre hussite e fu costruita a scopo difensivo. Il suo aspetto odierno lo ricevette dal rifacimento del 1601, che fu effettuato nello stile del tardo Rinascimento/primo Barocco. Sotto il timpano triangolare si trovano in due nicchie le figure di san Benedetto da Norcia e di san Bernardo da Chiaravalle.
Immediatamente a sud si trova l'ex ospedale del monastero (Klosterspital). Accanto sorge il fienile del monastero a un solo piano, con i suoi due caratteristici abbaini. Dal suo restauro nel fienile è alloggiata una trattoria, la „Karczma Cysterska“, alla quale si accede ancora attraverso una porta di legno del fienile.
La cancelleria del monastero, situata nelle vicinanze, la casa del vicario giudiziale del monastero nonché la casa degli artigiani derivano da una fase di costruzione e furono edificate all'inizio del XVIII secolo seguendo lo stesso modello. Sono edifici a due piani e furono munite di copie degli abbaini del monastero nonché di un tetto a padiglione. I muri di queste case sono divisi da pilastri disadorni e si differenziano l'uno dall'altro solo per le loro diverse piante. Come casa d'angolo è allestita la cancelleria del monastero (Klosterkanzlei), che fu eretta su una pianta pressoché quadrata e dispone di una meridiana. Ad ovest di questa si trova la Casa del vicario giudiziale (Haus der Klosteroffiziale), che è lunga quasi tre volte la cancelleria. A sud di questi edifici si trova la casa degli artigiani (Handwerkerhaus), che fu realizzata con una forma a L e le cui ali incorniciano la chiesa di san Giacomo.
Tra la casa degli artigiani e l'edificio conventuale sono disposti il birrificio e il panificio. Il grande edificio fu edificato all'inizio del XVIII secolo e più volte ristrutturato. Fu creato in modo spazioso con due piani e due soffitte e fornito di una mansarda.
Tutti gli edifici della zona del monastero sono in un cattivo stato e soprattutto le loro facciate e sottotetti dovranno essere restaurati. Oltre a ciò, i fabbricati principali non sono ancora abitati e l'utilizzo futuro è incerto, tuttavia la maggior parte sono probabilmente utilizzati come edifici residenziali o come magazzini oppure come edifici amministrativi.

## Chiesa di San Giacomo
La seconda chiesa del complesso del monastero è la chiesa di San Giacomo (Jakobskirche), menzionata per la prima volta nel 1202. Si trova esattamente in linea con la chiesa conventuale ed è disposta davanti alla facciata del monastero e dietro il panificio. L'odierna chiesa barocca fu edificata negli anni 1690 e munita di una pianta cruciforme e di una facciata orientale arcuata. La chiesa è a una navata e ha un deambulatorio rettilineo. La costruzione fu utilizzata dapprima come chiesa parrocchiale per gli impiegati secolari del monastero e anche per i cittadini di Leubus. Dopo il 1810 la chiesa conventuale divenne la chiesa parrocchiale e la chiesa di San Giacomo divenne in seguito la chiesa evangelica. Prima era servita per breve tempo da arsenale. Nel dopoguerra la chiesa fu razziata. Oltre a un nuovo tetto, che fu sistemato dal 1960 al 1964, l'edificio non conobbe alcun lavoro di restauro. Fino ad oggi la chiesa di san Giacomo non è utilizzata e la statica dell'edificio deve essere rafforzata da lavori di messa in sicurezza, perché la volta come pure i muri esterni mostrano crepe.

### Ulteriori letture
- (DE) Hans Lutsch, Schlesiens Kunstdenkmäler, Breslau, 1903.
- (PL) Czesław Thullie, Zabytki architektoniczne Ziemi Śląskiej na tle rozwoju architektury w Polsce., 1965, Kattowitz, 1965.
- (PL) Barbara König, Zabytki architektury sakralnej, Kattowitz, 2004, ISBN 83-7183-307-5.